# Île de la Cité

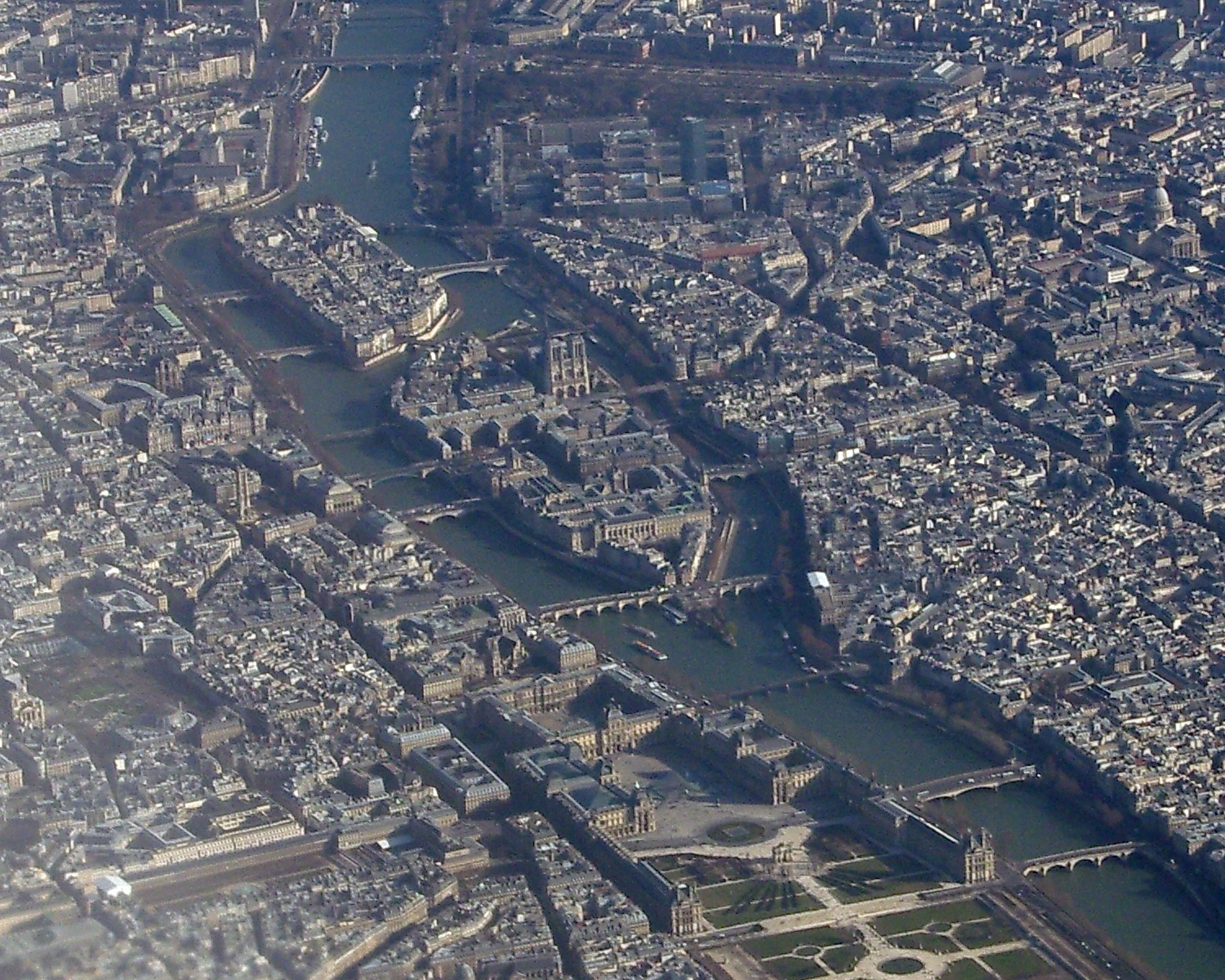
Vue aérienne de nord-ouest.

L’île de la Cité est une île située sur la Seine, en plein cœur de Paris. Elle est considérée comme l'antique berceau de la ville de Paris, autrefois Lutèce. Elle appartient aux 1er et 4e arrondissements. Elle fut fortifiée en 308. Le chroniqueur Gui de Bazoches l'évoquait en 1190 comme étant « la tête, le cœur et la moelle de Paris ».
La superficie de l'île de la Cité est d'environ 22,5 ha. Au 1er janvier 2016, sa population est de 891 habitants.
Ce site est desservi par les stations de métro Cité et Saint-Michel.

## Origine du nom
Le nom de « cité » reflète le latin « civitas » et rappelle qu'à la fin de l'Antiquité, Paris était limitée à cette île, qui a été le noyau de la ville médiévale.
De même, à Londres, le quartier de la City correspond aux limites antiques de la ville.
Dans les deux cas, c'est le quartier le plus ancien qui continue à être appelé « la cité », tous les autres quartiers étant des ajouts.
L'île de la Cité est pour la première fois désignée comme quartier de la ville vers 954, lors de la première division de la ville en quartiers, à la suite d'un agrandissement sur la rive droite,.
Elle y est désignée comme « quartier de la Cité ».
À cette époque, le nom « ville » n'est pas encore communément utilisé.
Ce quartier gardera le même nom et les mêmes frontières jusqu'à la Révolution française.
L'île a aussi été nommée « île du Palais », nom encore un peu utilisé au XIXe siècle
,.

## Historique

### Peut-être le berceau de Paris
Jusqu'au cours du XXe siècle, les historiens estimaient généralement qu'une petite tribu gauloise nommée les Parisii y aurait vécu depuis 250 av. J.-C.,. La région était riche en poisson et en gibier et l'accès d'une rive à l'autre de la Seine était facilité par la relative étroitesse du fleuve. Deux passerelles de bois prolongeaient la route naturelle nord-sud qui descendait du col de La Chapelle pour se diriger vers la montagne Sainte-Geneviève, évitant ainsi les nombreux marais alentour. Une enceinte pourrait avoir été édifiée afin de protéger des assauts ennemis les quelques huttes en paille qui abritaient la population.
Aujourd’hui, en raison de l'absence d'éléments archéologiques probants, aucun vestige gaulois, ni trace d'occupation antérieure à la conquête romaine n'ayant été découverts sur l'île, les historiens et les archéologues contemporains estiment plus probable l'installation de l'agglomération des Parisii en dehors de l'île de la Cité, à l’embouchure de la Bièvre, sur une autre île aujourd’hui disparue ou à proximité de Nanterre. Une agglomération gauloise y a en effet été découverte en 2003, mais son existence ne semble pas incompatible avec celle d'un peuplement de l'île de la Cité,. En dépit du fait que l'île ait été bâtie et rebâtie dans ses moindres recoins durant des siècles, nuisant à la conservation des vestiges, une campagne de fouilles archéologiques menée par le professeur Venceslas Kruta en 1976 et 1977, a révélé, sous le niveau gallo-romain, un niveau plus ancien, peu spectaculaire mais réel (clous, trous de poteau, vestiges de fosses de détritus).
L'île de la Cité s'étendait sur 9 ha, alors qu'aujourd'hui sa superficie totale est de 22,5 ha. La rive était en retrait d'une cinquantaine de mètres par rapport aux berges actuelles, en raison de l'irrégularité du fleuve et de l'instabilité des berges. En outre, plusieurs petits îlots n'ont été adjoints à l'île que plus tard.
En 52 av. J.-C., après la victoire de Jules César sur Vercingétorix, on assista à la naissance de Lutèce. Les Gaulois s'installèrent sur l'île et continuaient de vivre du fleuve, par la pêche et la batellerie, tandis que la ville gallo-romaine se construisait sur la rive gauche.

### La naissance de Lutèce

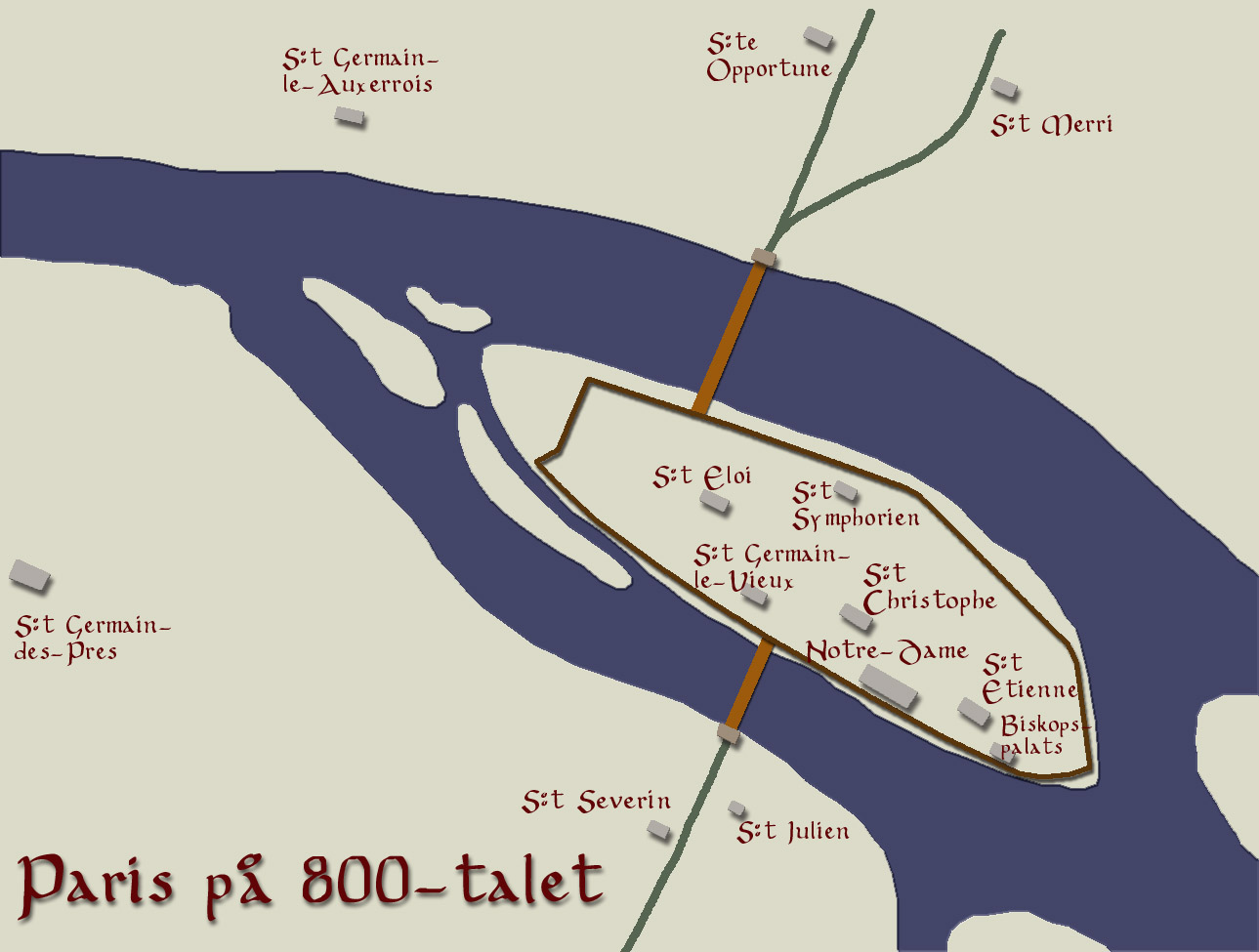
Plan de l'île de la Cité au IXe siècle.

Au début de notre ère, il existait sur l’île un temple dédié à la gloire de Jupiter, vraisemblablement édifié par les nautes, une riche corporation de navigateurs gaulois. En aval de l'île fut aussi édifié un palais où résidait le représentant de Rome. Les rives furent stabilisées et certains bancs furent réunis à l'île afin de permettre un meilleur tracé des rues de trois mètres de large, bordées par des maisons à la romaine, à un étage, en pans de bois et torchis, avec un toit de tuiles ou de chaume. Le cardo maximus traversait l'île à l'emplacement de l'actuelle rue de la Cité, reprenant ainsi l'ancien chemin gaulois, mais avec un véritable empierrement, formé de cailloux et d'argile et recouvert de dalles en grès. Sur cet axe, les passerelles laissèrent place à deux ponts de bois sur pilotis. On estime la population à environ 1 500. Le quai du port de Lutèce, établi au sud-est de l'île, fut construit lors du règne de Tibère, au début du Ier siècle.
Après le faste de la période du Haut-Empire, les premières invasions des Barbares, dès 276, obligèrent les habitants de Lutèce à se réfugier régulièrement sur l’île de la Cité, plus facile à défendre, pendant que les hordes ennemies ravageaient la Haute-Lutèce. Lors d'une vague de Huns emmenée par Attila, la population de la rive gauche, galvanisée par sainte Geneviève, reflua sur l'île et au milieu du IVe siècle, une enceinte d'une largeur de deux mètres fut édifiée à une distance d'une trentaine de mètres des rivages de la Seine. Dans l'axe du cardo furent percées deux grandes portes de dix mètres de largeur constituées de deux battants de bois. Sur la partie occidentale, le Palais devint en 357 la résidence militaire du césar Julien qui avait pris ses quartiers à Lutèce. En face, s'élevait une grande basilique civile de 70 mètres de long par 35 de large, à l'emplacement de l'actuel marché aux fleurs.
En 508, Clovis, roi des Francs, fit de Paris la capitale de son royaume et s'installa dans le Palais de l'ancien gouvernement romain. Avec la christianisation, les églises se multiplièrent sur l'île. L'ancien temple gallo-romain fut remplacé entre 511 et 558 par une grande basilique chrétienne dédiée à saint Étienne, la cathédrale Saint-Étienne de Paris, à l'emplacement du parvis de l’actuelle cathédrale Notre-Dame de Paris. L'enceinte gallo-romaine fut arasée à cet endroit afin de procéder à sa construction, selon les plans des basiliques constantiniennes, dressant ses colonnes de marbre et ses chapiteaux sans doute récupérés sur l'ancien temple des Nautes. On éleva aussi le baptistère Saint-Jean-le-Rond et la basilique Saint-Germain-le-Vieux,. Deux monastères féminins sont édifiés, l'abbaye Saint-Christophe et l'abbaye Saint-Martial, de même qu'un oratoire en bois dédié à saint Martin. Un violent incendie, en 586, dévasta tout le quartier commerçant qui s'étendait du palais jusqu'aux églises de la partie sud-est. Même la prison proche du Petit-Pont fut détruite, laissant s'échapper les prisonniers.

### Le siège du pouvoir royal et épiscopal

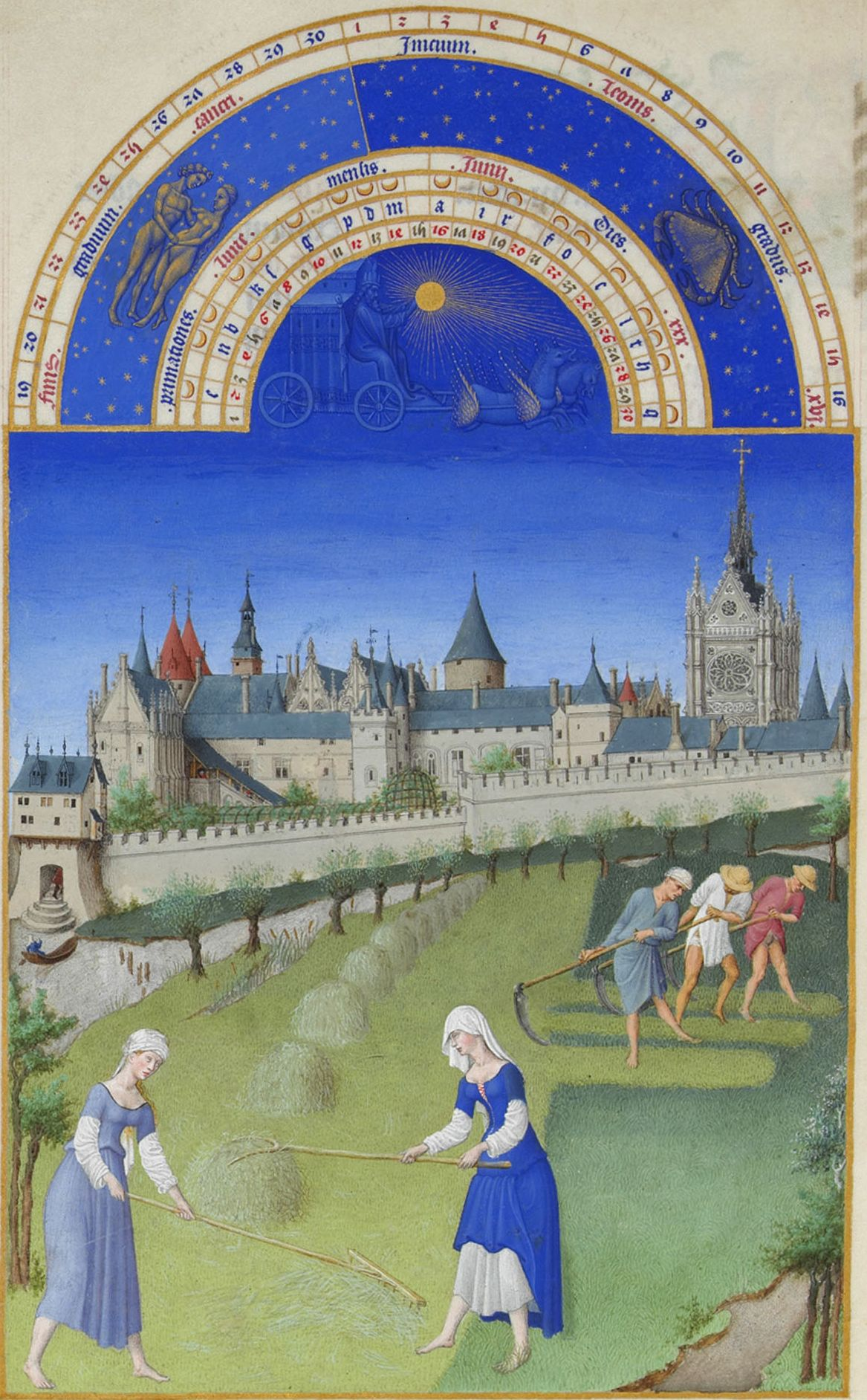
Le palais de la Cité au XVe siècle.

Durant la période carolingienne, de 752 à 987, la vie de la capitale se concentra sur l’île. Mais à partir de Charlemagne, la Cité perdit son statut de capitale, la cour se déplaçant de ville en ville. Pillée, incendiée et dévastée par les Normands par trois fois, en 845, 856-857 et 861, elle fut affaiblie. Charles le Chauve, en 877, ordonna la restauration et le renforcement de l'enceinte gallo-romaine. On édifia aussi deux grandes tours, le Petit et le Grand Châtelet, afin de protéger l'accès aux ponts, dont on resserra les piles afin de mieux contrôler le passage des bateaux. Les abbayes des deux rives avaient bâti des chapelles sur l'île, afin d'y mettre à l'abri leur trésor : c'est ainsi que furent érigées Saint-Germain-le-Vieux, Sainte-Geneviève-la-Petite, Saint-Landry-des-Arcis et, au siècle suivant, Saint-Barthélemy.
Lorsque sept cents drakkars et quarante mille Vikings, emmenés par Sigfried, se présentèrent sur la rive occidentale de l'île de la Cité, Gozlin, évêque de Paris, leur refusa le passage. S'ensuivit un long siège qui aboutit au départ des envahisseurs contre le paiement d'un tribut. En dehors de la Cité qui souffrit de ces longs mois de siège, tout fut anéanti et dévasté sur les deux rives. Le comte de Paris, Eudes Ier de France bénéficia de cette relative victoire des Parisiens et fut élu roi de Francie occidentale, en remplacement de Charles le Gros, accusé d'avoir tardé à protéger la ville.

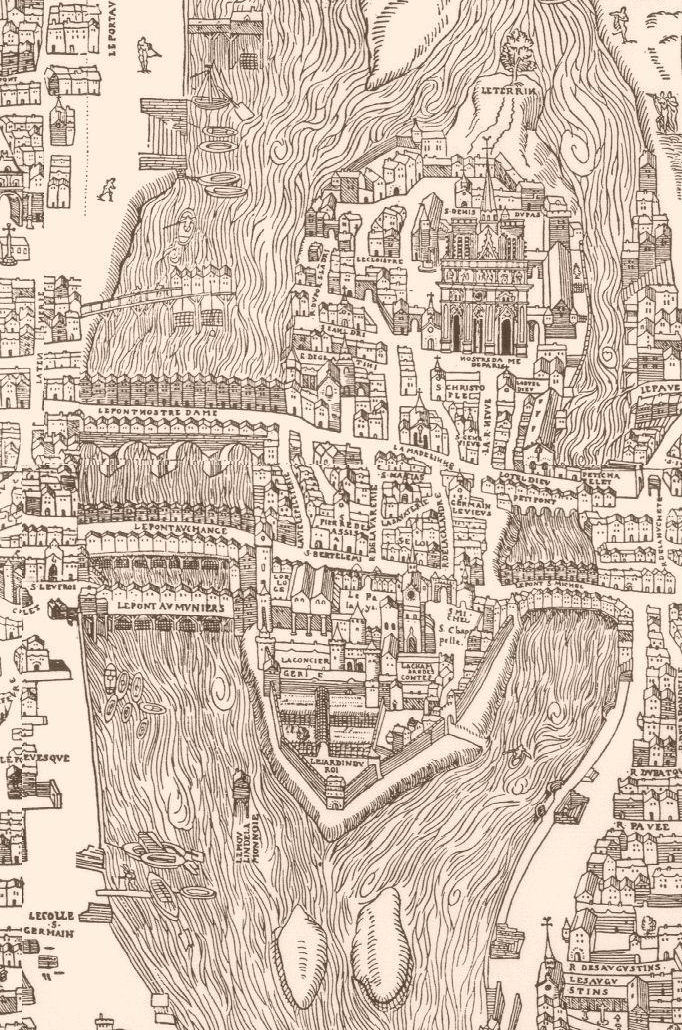
Plan dit de Bâle de l'île de la Cité en 1550.

Alors que les derniers Carolingiens se tenaient surtout dans les vallées de l'Oise ou de l'Aisne, les Robertiens, établis dans la vallée de la Loire, se rapprochèrent de Paris. L'île de la Cité devint le siège du pouvoir : à l'ouest, le palais comtal devint résidence royale, même si Hugues Capet ne l'occupa que rarement. Ses successeurs, quant à eux, y firent d'importantes modifications. La partie orientale fut dédiée au pouvoir épiscopal. Entre les deux, le quartier commerçant, autour du marché Palu,, fournissait le roi et l'évêque en produits précieux, mais la population se répandait surtout sur la rive droite, qu'on nommait « outre Grand-Pont ».
La Cité n'était au XIe siècle qu'un vaste chantier de construction, mais en 1112, le roi Louis VI le Gros s'installa dans le palais de la Cité, avec sa cour et le Parlement, la Curia Regis. Sur les piles du Grand-Pont fut construit le Pont aux Meuniers, consistant en une rangée de moulins, qui fut doublé en 1142 par le Pont-aux-Changeurs, lequel prit alors à son tour le nom de Grand-Pont. Au sud, le Petit-Pont était lui aussi bordé de maisons et de commerces. L'ancienne vulnérabilité de l'île fut fortement amoindrie lorsque Philippe Auguste, né et marié dans le Palais de la Cité, fit édifier, au tournant du XIIIe siècle, sur les deux rives de la Seine, une enceinte qui enclava totalement la Cité. En 1163, l'évêque Maurice de Sully avait lancé la construction de la cathédrale Notre-Dame en même temps qu'il réformait l'organisation des paroisses autour de douze chapelles qui se dressaient sur l'île, afin d'y asseoir l'autorité épiscopale.

### Le centre d'une capitale en croissance

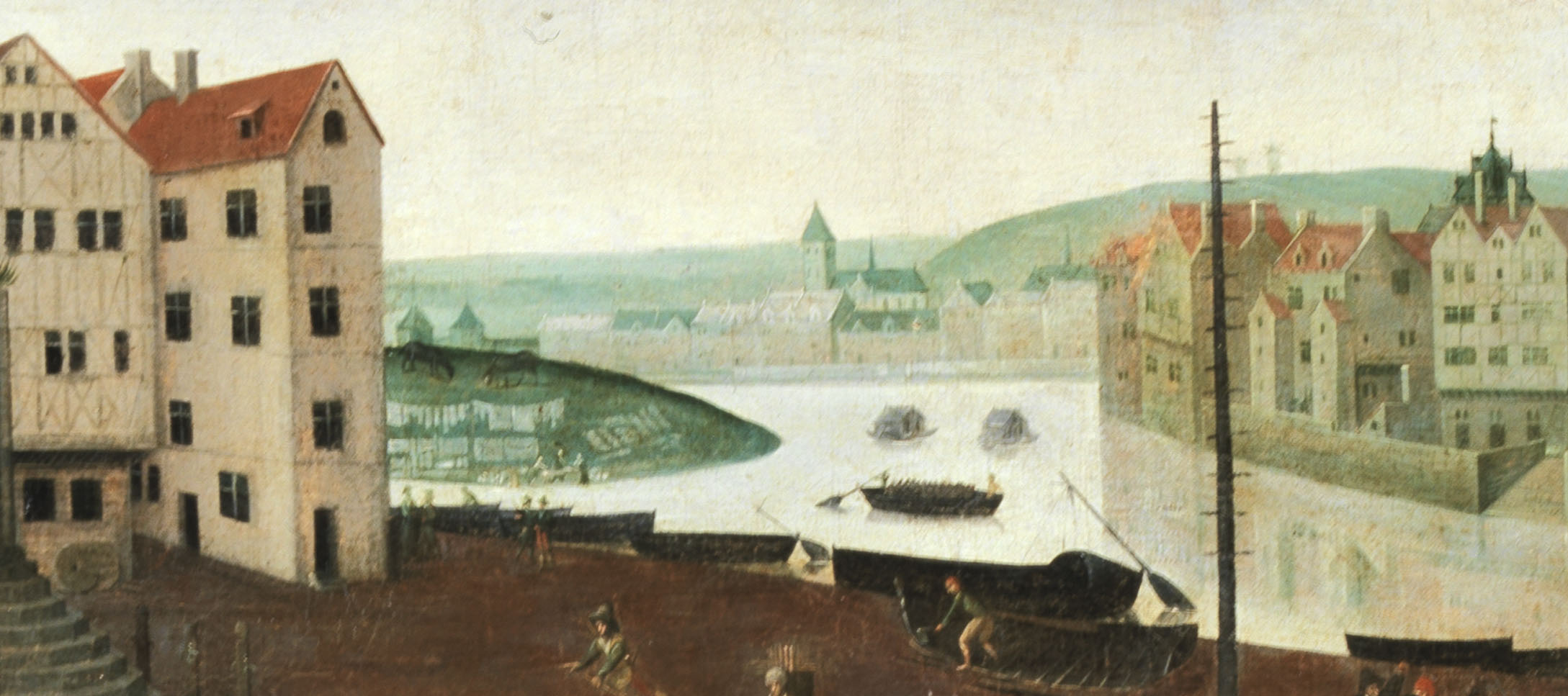
Île de la Cité (à droite) en 1590 ou 1593 ; à cette époque l'île est déjà très urbanisée (musée Carnavalet).

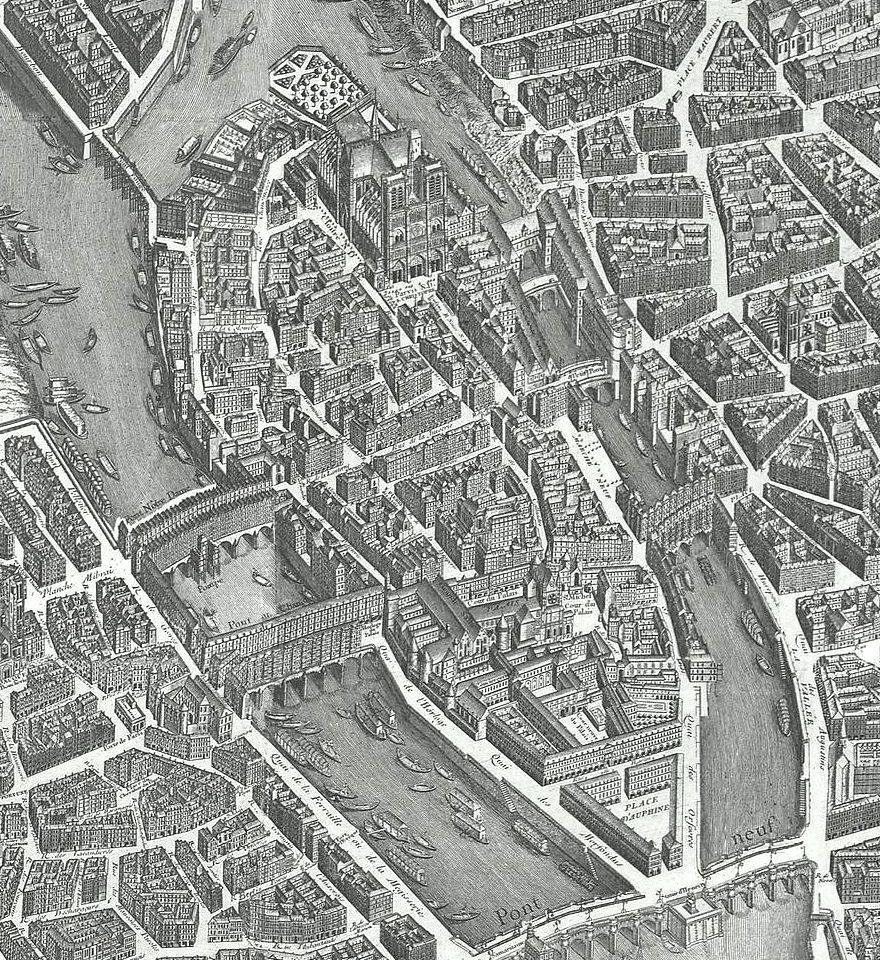
Plan de Turgot de 1739, extrait Île de la Cité.

Vers 1300, le rimeur Guillot de Paris compose une première liste des noms de rues de Paris dans Le Dit des rues de Paris. Ce document indique que la capitale comptait 310 rues dont 80 dans le quartier d'Outre-Petit-Pont (rive gauche), 36 dans « la Cité » et 114 dans le quartier d'Outre-Grand-Pont (rive droite).
Après plusieurs agrandissements initiés par Saint Louis et Philippe Le Bel, le Palais de la Cité fut abandonné, sur décision de Charles V, par la famille royale qui s'installa au Louvre. L'île de la Cité comptait alors cinq cents maisons, séparées par un dédale d'une quarantaine de rues insalubres, seules les quatre artères principales étant pavées depuis le règne de Philippe Auguste. Le Pont-aux-Changeurs abritait une centaine de commerçants ; sur son axe, vers le sud, le pont Saint-Michel fut construit en pierre dès 1379 alors que le pont Notre-Dame remplaça, en 1413, l'ancienne passerelle nommée « planches Milbray », qui avait succédé au Grand-Pont gallo-romain. L'accès par le fleuve était régulé par la présence de lourdes chaînes qui prolongeaient les murs de la ville au-dessus de l'eau.

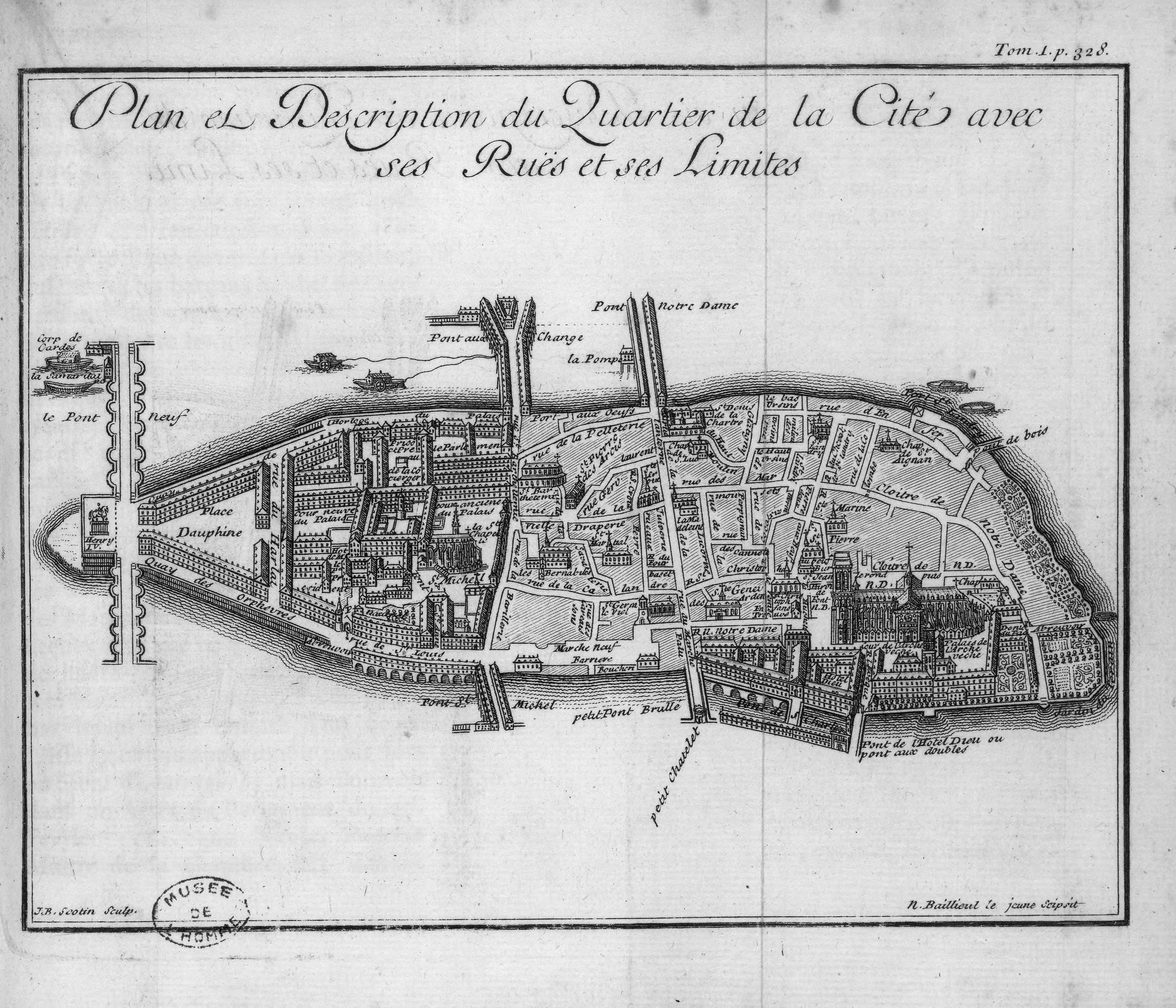
Plan du quartier et de l'île de la Cité par Jean-Baptiste Scotin au XVIIIe siècle.

Charles VII laissa définitivement le palais au Parlement. Peu de changements intervinrent sur l'île de la Cité durant les siècles qui suivirent.
Elle devint au XVIe siècle un des seize quartiers administratifs. Henri III posa le 31 mai 1578 la première pierre du pont Neuf devant relier les deux rives en passant par la pointe aval de la Cité. Pour cela, il fut décidé de rattacher à l'île de la Cité les trois îlots de la Gourdaine, du Passeur-aux-Vaches et aux Juifs situés au nord de l'île. Dans ce but, commencèrent en 1580 les travaux de construction du quai des Orfèvres et du quai de l'Horloge. Henri IV termina les travaux du pont en 1607. L'île devait alors cesser d'être le passage obligé entre les deux rives et son développement et sa transformation en furent ralentis. En 1607, il confia au président du Parlement de Paris, Achille de Harlay, la tâche d'édifier un espace commercial autour de la future place Dauphine. La statue d'Henri IV fut érigée sur la pointe de l'île en 1614. On reconstruisit aussi une partie du Palais dévastée par un incendie en 1618. Des rues furent créées autour du palais : rue de Harlay vers 1607, rue Saint-Louis en 1623 (absorbé au début du XIXe siècle par le quai des Orfèvres), rue Sainte-Anne-en-la-Cité en 1630. Le pont au Change fut refait par Michel Villedo et Jean Androuet du Cerceau, entre 1639 et 1647, avec deux rangées de maisons.

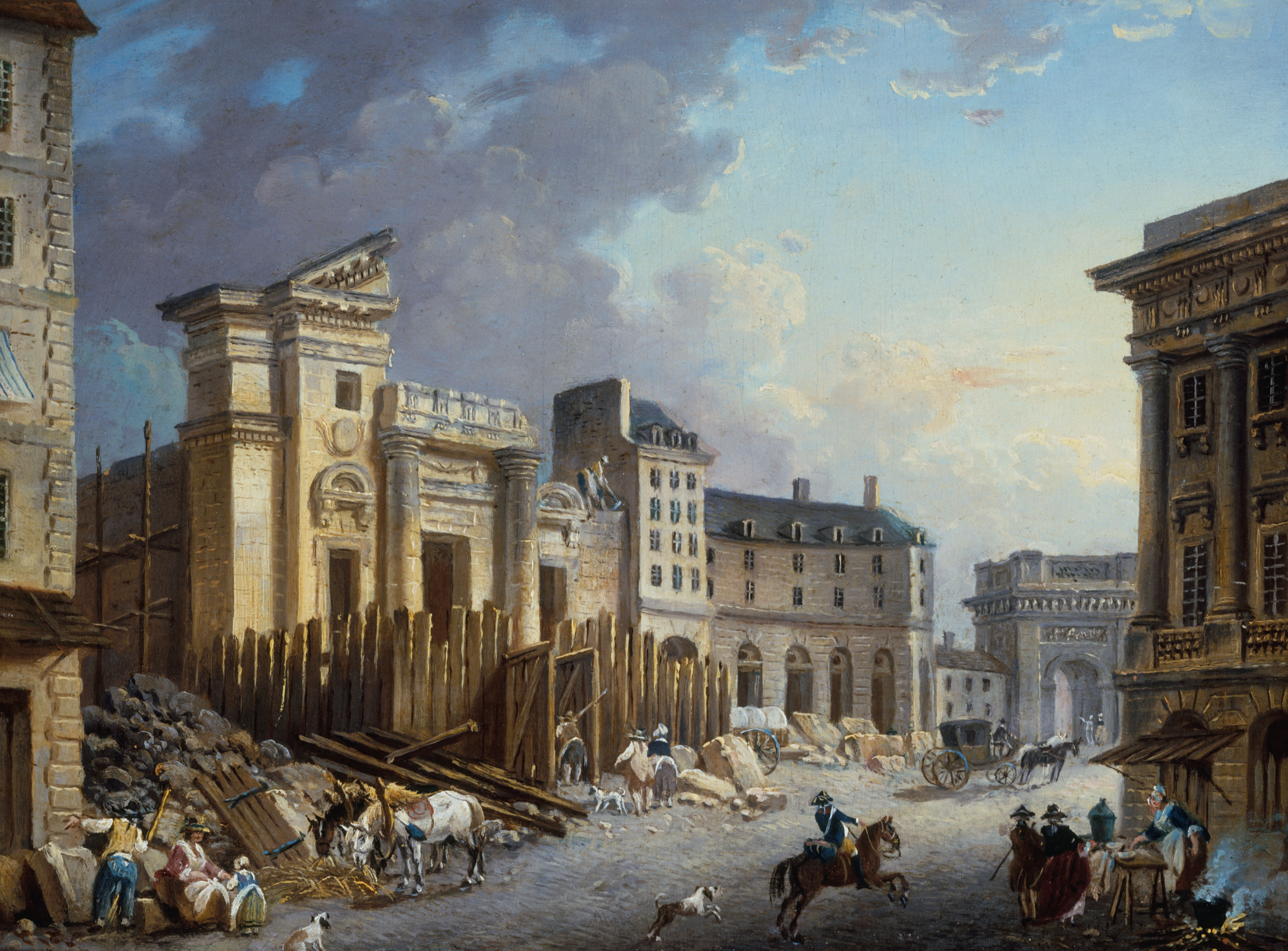
Démolition de l'église Saint-Barthelemy en 1791 - Pierre-Antoine Demachy, musée Carnavalet.

Lors des XVIIe et XVIIIe siècles, l'île de la Cité a principalement été soumise à de nouvelles règles d'urbanisme, rectifiant l'alignement des immeubles, imposant un tracé rectiligne et modifiant les matériaux et l'aspect des façades. Un arrêt de 1784 prévoit ainsi le redressement de la rue de la Barillerie, un des principaux axes nord-sud, qui reliait le pont au Change au pont Saint-Michel. À la veille de la Révolution, il restait encore dix paroisses sur les quatorze antérieures.
Durant la Révolution, l'île porte le nom d'Île-de-la-Fraternité.
Après les violentes inondations de l’hiver 1801-1802, il fut décidé de ceinturer de quais toute l’île de la Cité. La rue de Constantine fut percée sous Louis-Philippe, de même que la rue d'Arcole qui prolongea le nouveau pont d'Arcole, en remplacement de quelques rues étroites et fangeuses.

### Métamorphose de l'île en siège administratif et lieu de tourisme

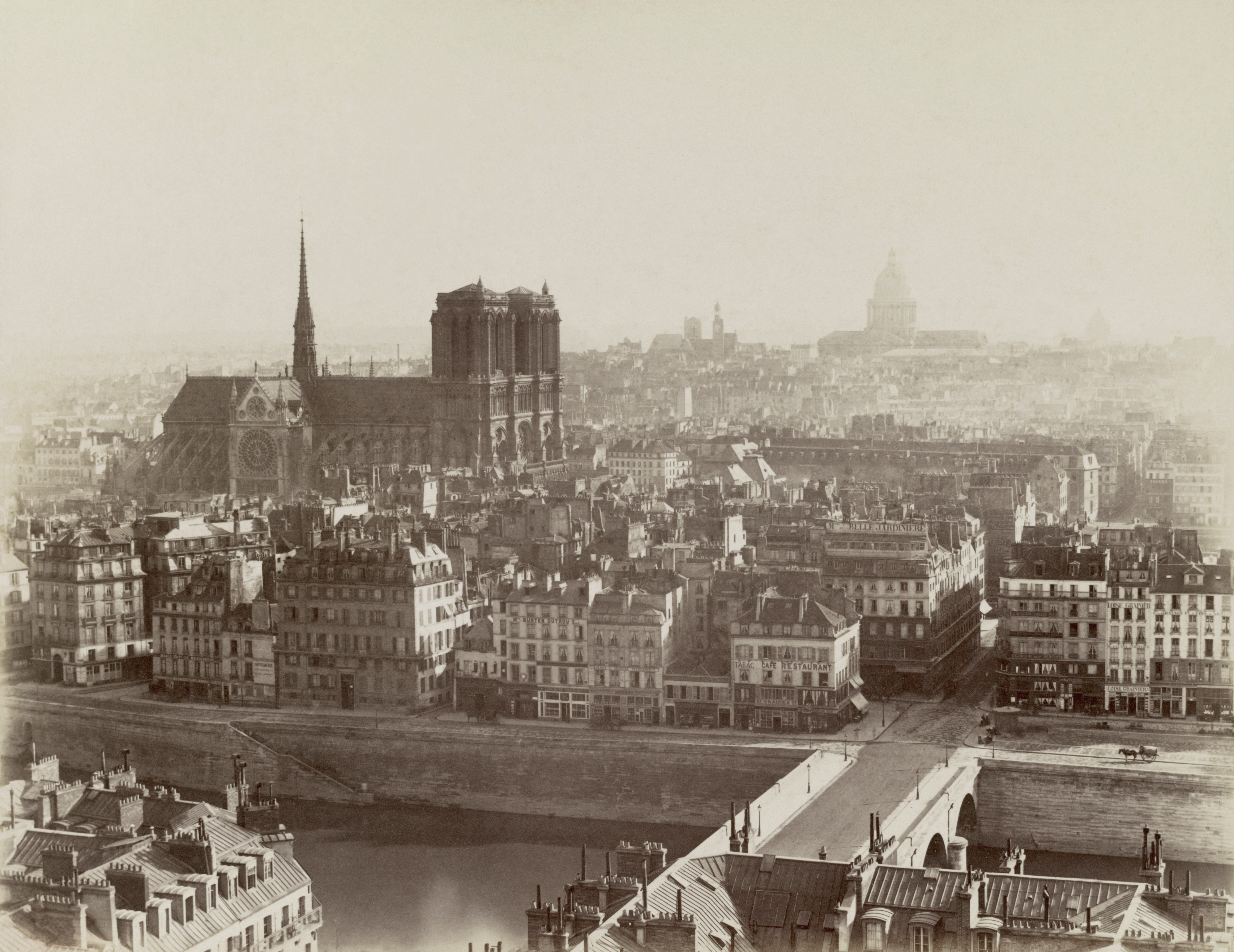
Sur cette photographie prise vers 1865, cette partie de l'île de la Cité, vue depuis la tour Saint-Jacques, a encore sa physionomie antérieure à l'achèvement des grands travaux haussmanniens.

De nombreux projets furent élaborés au milieu de XIXe siècle afin de rendre à l'île de la Cité le rôle central de ses origines. Un fouriériste qui se faisait appeler Perreymond, dans ses Études sur la ville de Paris, fut un des premiers à suggérer un vaste programme de reconstruction de l'île afin d'en faire le centre religieux et culturel de la capitale, envisageant la construction d'un opéra et d'une grande bibliothèque. Viollet-le-Duc projeta, quant à lui, l'édification d'un grand palais épiscopal à proximité de la cathédrale. Il dut se contenter de rebâtir la sacristie de Notre-Dame.
Mais ce furent surtout les travaux décidés par le baron Haussmann qui apportèrent la plus grande mutation de l’île de la Cité depuis le Moyen Âge : on rasa toute la partie comprise entre le palais de Justice et la cathédrale Notre-Dame, de même que l’est du chevet. Des centaines de maisons et de nombreuses petites églises disparurent. Seuls échappèrent à la démolition deux pans de la place Dauphine ainsi que le cloître Notre-Dame. 25 000 personnes furent expulsées. On édifia sur l’emplacement laissé libre la caserne de la Cité, devenue préfecture de police, et le tribunal de commerce. La large trouée du boulevard du Palais supplanta la rue de la Barillerie ; la rue de la Cité absorba les vieilles rues du Marché-Palu, de la Juiverie et de la Vieille-Lanterne ; la rue de Lutèce remplaça la rue de Constantine. Le parvis de Notre-Dame fut agrandi de six fois la surface qu’il occupait au Moyen Âge, par la démolition de l’Hôtel-Dieu, qui fut reconstruit entre 1868 et 1875 plus au nord, et la suppression des maisons canoniales et de la vingtaine de sanctuaires qui entouraient la cathédrale selon la tradition médiévale. Les immeubles de la rue d'Arcole qui ne dataient que d'une vingtaine d'années furent même détruits. Ces transformations radicales suscitèrent de vives protestations en raison de la disparition pure et simple du cœur historique de Paris et de son histoire millénaire et sont actuellement déplorées. Les seules parties épargnées par les opérations d'urbanisme du Second-Empire sont l'ancien quartier canonial entre la cathédrale, la Seine et la rue d'Arcole dont la destruction avait été également programmée par Haussmann et deux côtés du triangle de la place Dauphine.

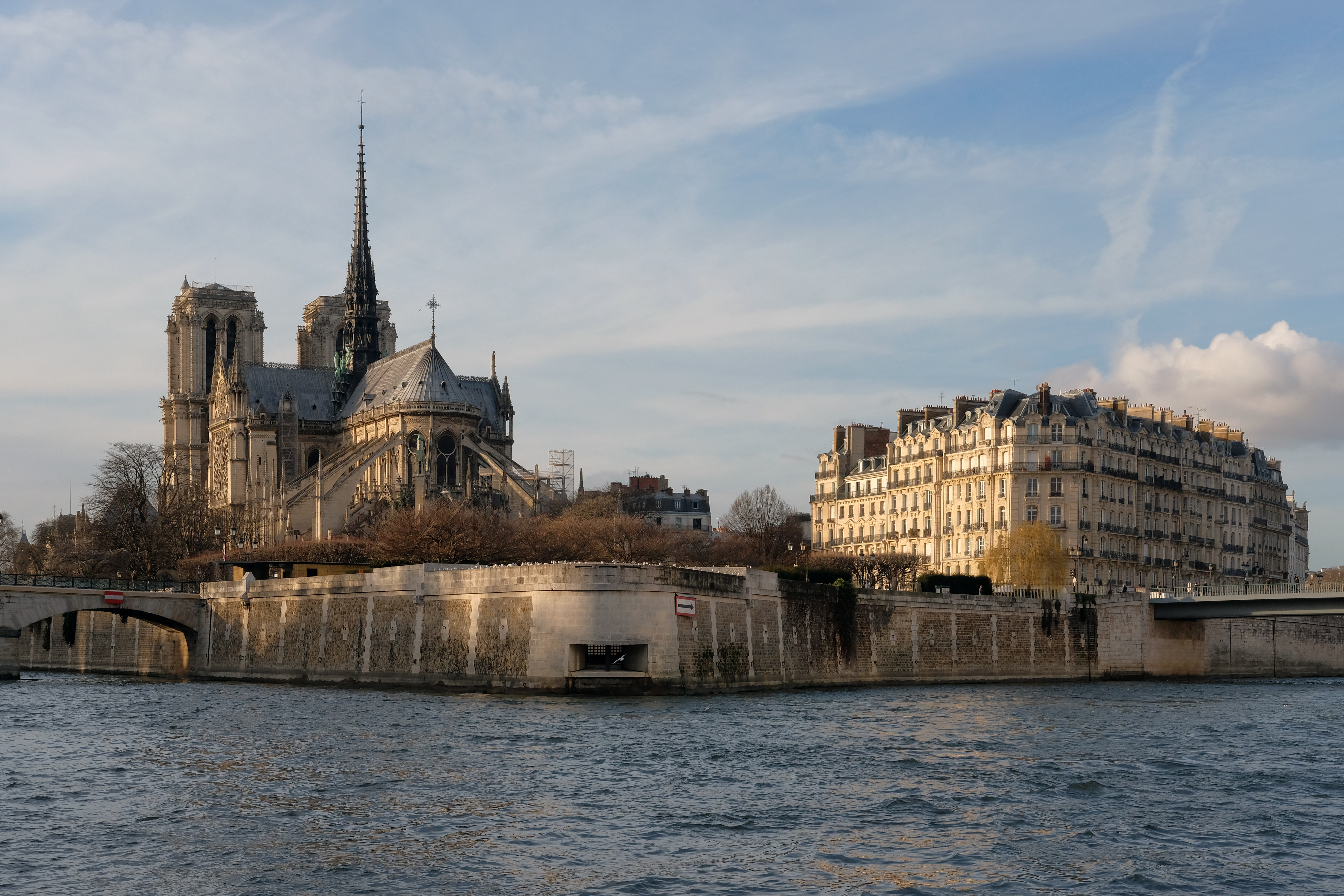
Île de la Cité, côté est, de nos jours (2017).

En décembre 2016, dans un rapport remis au président de la République François Hollande, le président du Centre des monuments nationaux Philippe Bélaval et l'architecte Dominique Perrault proposent de renforcer l’attractivité culturelle et touristique de l’île de la Cité. Ainsi, dans ce cadre, des promenades et des passerelles piétonnes seraient créées. La Cour du Mai et la galerie du Palais de Justice, après le départ du tribunal à la Cité judiciaire deviendraient un grand pôle public, permettant de relier la Conciergerie et la Sainte-Chapelle. Des cours de l'hôtel-Dieu, de la préfecture de police et du Palais de Justice seraient couvertes par des verrières, à l’image du palais du Louvre.

## Géographie

Plan actuel de l'île de la Cité.

L’île de la Cité est entourée par deux bras de la Seine : le Grand bras au nord et le Petit bras au sud. Sa forme oblongue rappelle celle d'un berceau, comme l'avait souligné Victor Hugo dans Notre-Dame de Paris.
Les fouilles, en 1990, rue de Harlay, pour « étudier les processus de formation et d’évolution de l’île de la Cité », ont permis d’établir que celle-ci s’est formée à partir d’un banc de sable vers 5250 av. J.-C. Le plateau s’est élevé de 26 mètres à 30 mètres au cours de l’âge du bronze. Durant La Tène, le site a subi de longues phases d’immersion. Pendant les périodes plus calmes, des chenaux ont coupé l’île naissante.
Dès l'époque préhistorique, la largeur de ces deux bras était la plus faible, le lit du fleuve étant réduit par la présence de la montagne Sainte-Geneviève au sud et des monceaux Saint-Merri et Saint-Gervais au nord. En outre, une haute berge de sept mètres tranchée dans la plate-forme calcaire délimitait le fleuve sur sa rive droite, au nord-ouest de l'île. Cette géographie particulière participa au développement de l'île en favorisant la communication avec les deux rives du fleuve. Par les aménagements successifs réalisés depuis les premières implantations humaines et l'accumulation de remblais, l'île est aujourd'hui surélevée de huit mètres par rapport au niveau d'alors, que l'on constate toujours à la pointe de l'actuel square du Vert-Galant. Cette sédimentation artificielle a permis de protéger l'île des crues de la Seine.

### Ponts
De nos jours, on franchit la Seine à l’aide de neuf ponts, qui ont succédé aux deux simples passerelles de bois qui existaient dans l'Antiquité.
S'ils ont rempli une fonction défensive à l'époque des grandes invasions, les ponts ont aussi surtout été un vecteur essentiel de circulation et d'échanges commerciaux à la base du développement de la Cité et de la ville tout entière. À l'époque gallo-romaine puis mérovingienne, on enjambait la Seine par le « Grand-Pont » (aujourd'hui pont Notre-Dame) et le « Petit-Pont », tous deux alignés sur l'axe du cardo maximus.
Construits en bois, souvent à la hâte et sans réelle maîtrise de l'ouvrage, ils sont régulièrement détruits lors des crues, des incendies ou des attaques ennemies. À la fin du Moyen Âge, il existe cinq ponts, bordés d'habitations et très encombrés. Des bacs assurent dans le même temps le transport, d'une rive à l'autre, des hommes et des marchandises.
Parmi ces neuf ponts :
- Seul le pont Neuf traverse les deux bras (le Grand bras et le Petit bras), permettant de relier la rive droite à la rive gauche en passant par la pointe ouest de l'île ;

Le pont Neuf et la partie occidentale de l'île.
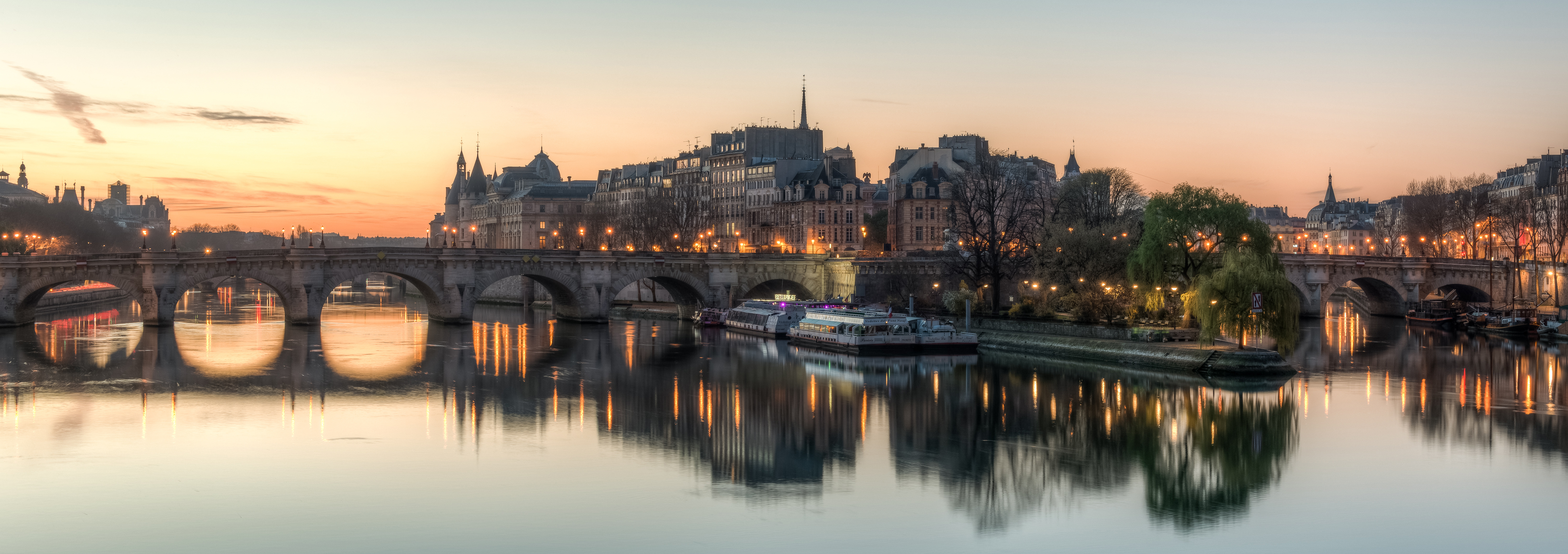
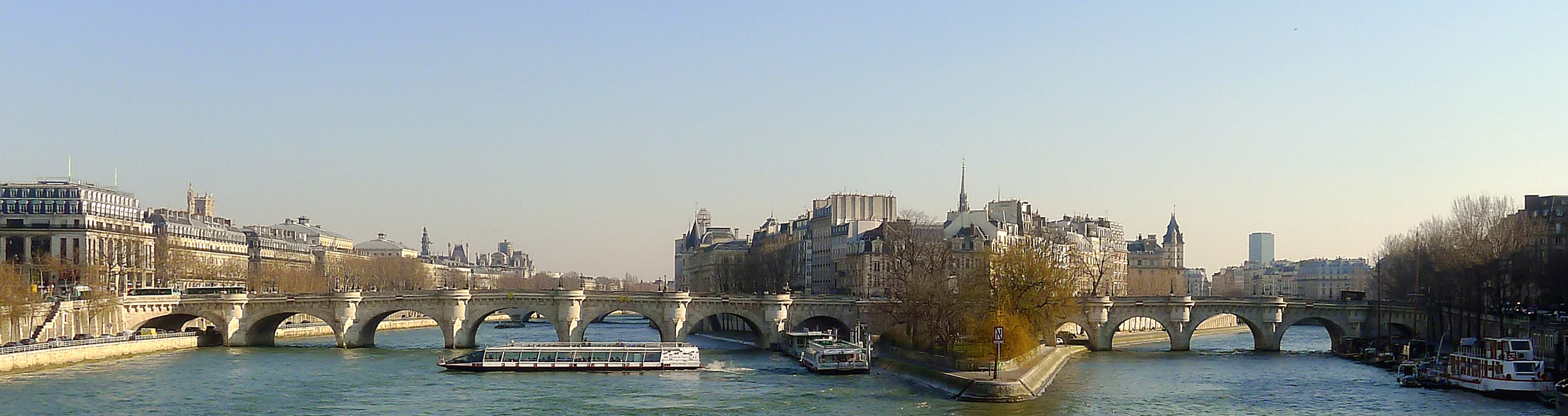
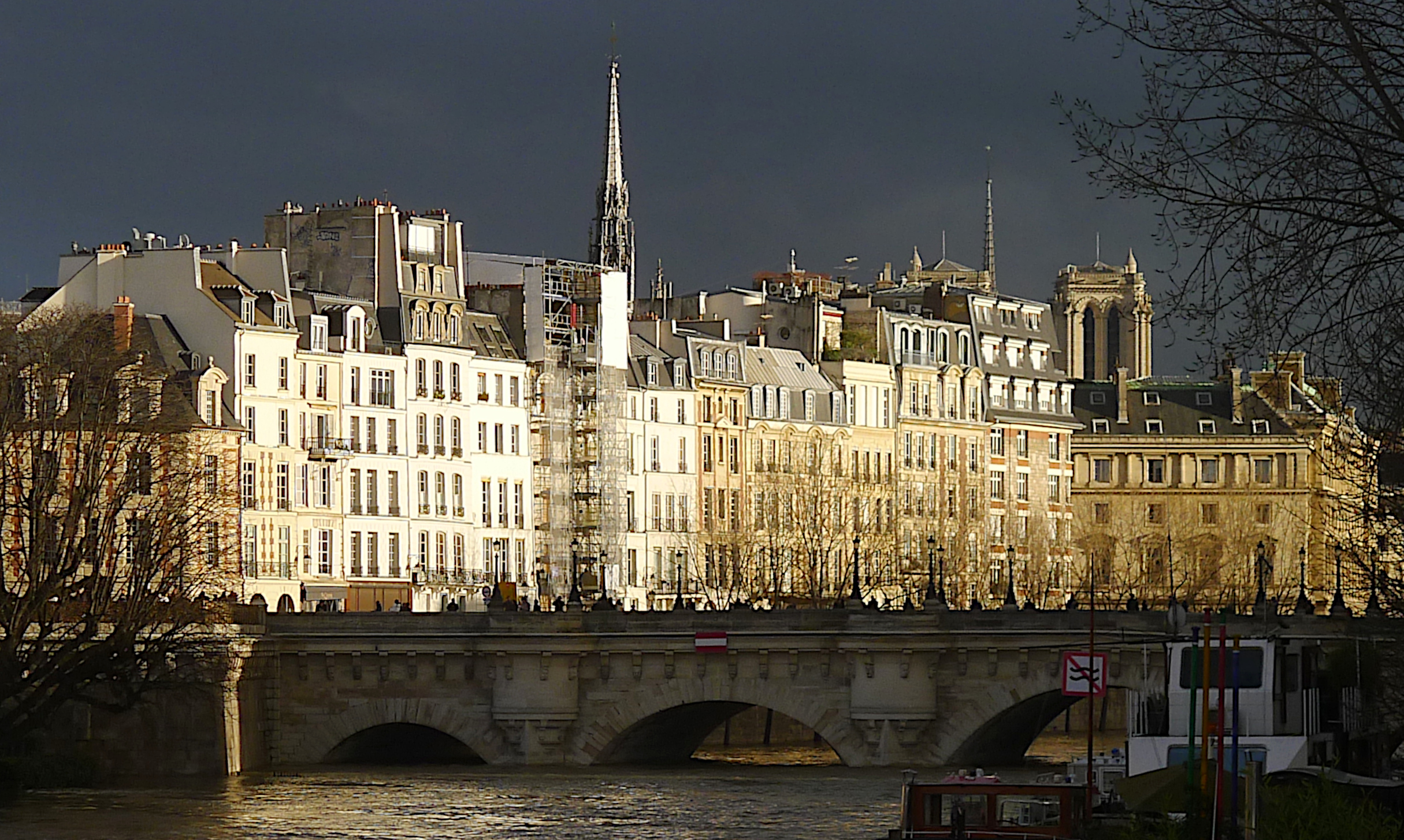

- Trois ouvrages relient l'île à la rive droite en traversant le Grand bras :
  - le pont au Change ;
  - le pont Notre-Dame ;
  - le pont d’Arcole.

Le pont Notre-Dame : arche en pierre, côté île de la Cité.
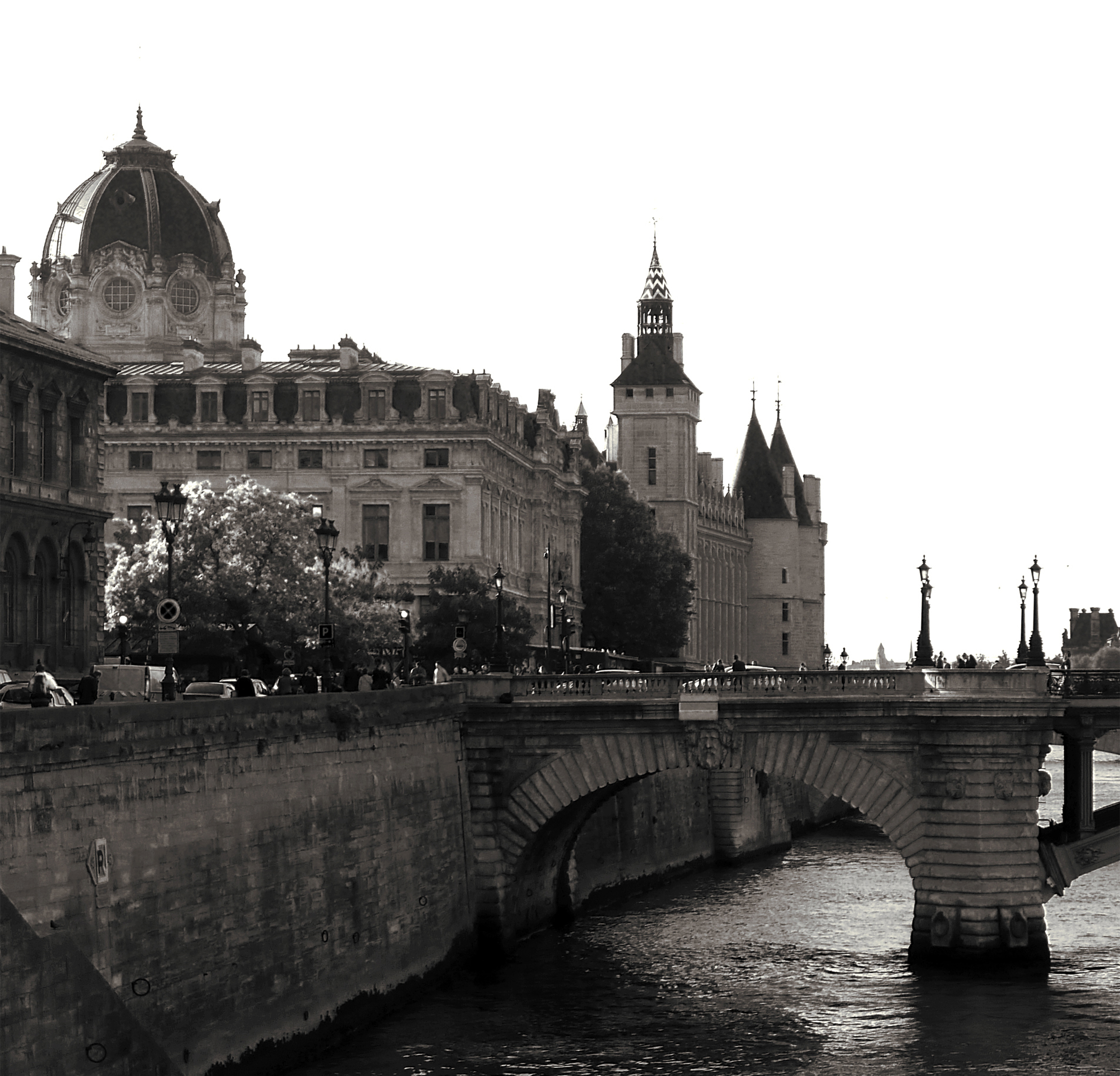

- Quatre ponts relient l'île à la rive gauche en franchissant le Petit bras :
  - le pont Saint-Michel ;
  - le Petit-Pont ;
  - le pont au Double ;
  - le pont de l’Archevêché.

Le pont de l’Archevêché sur le Petit bras et la partie orientale de l'île.
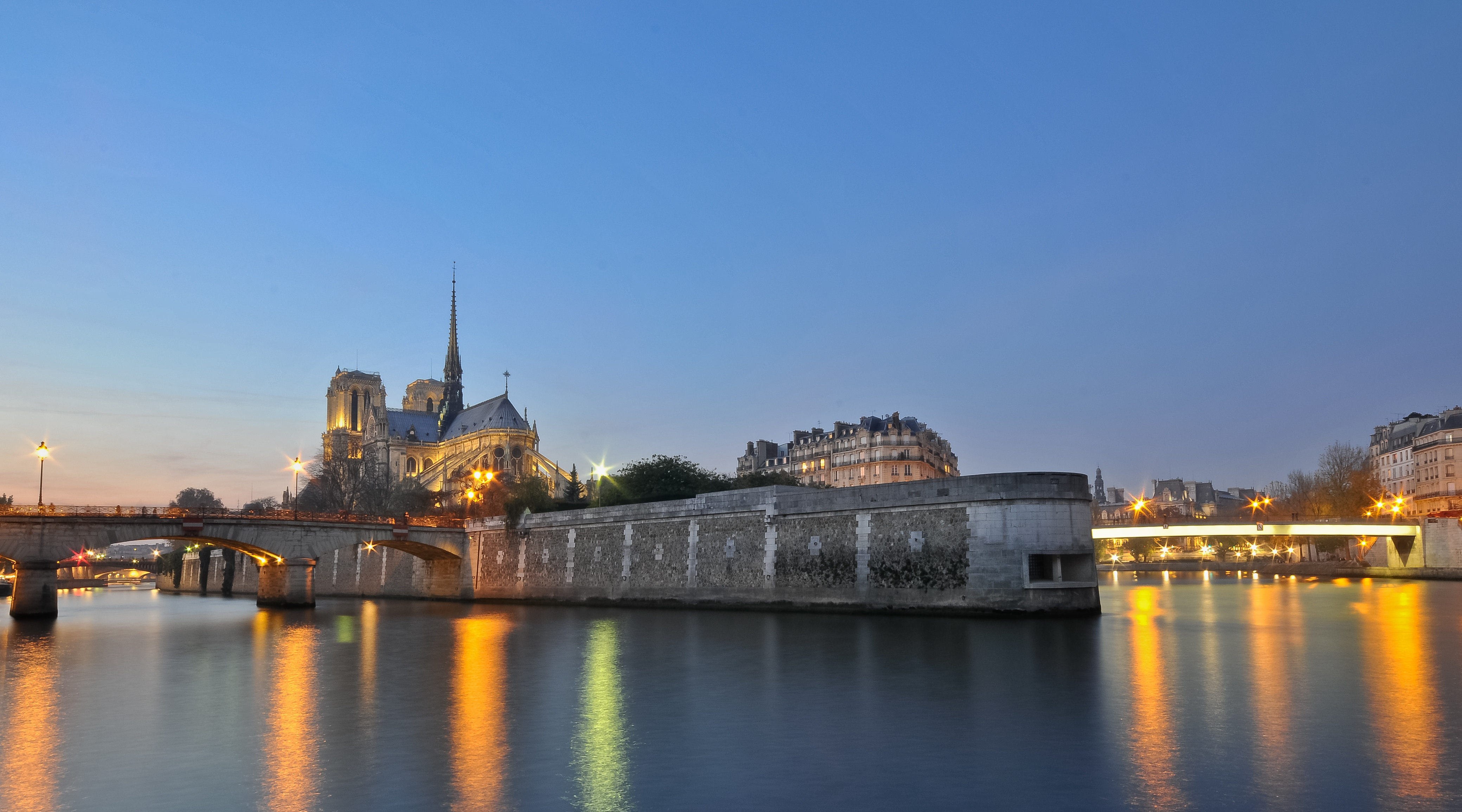

- Enfin un seul, le pont Saint-Louis, permet de rejoindre l’île Saint-Louis.

### Places et espaces verts

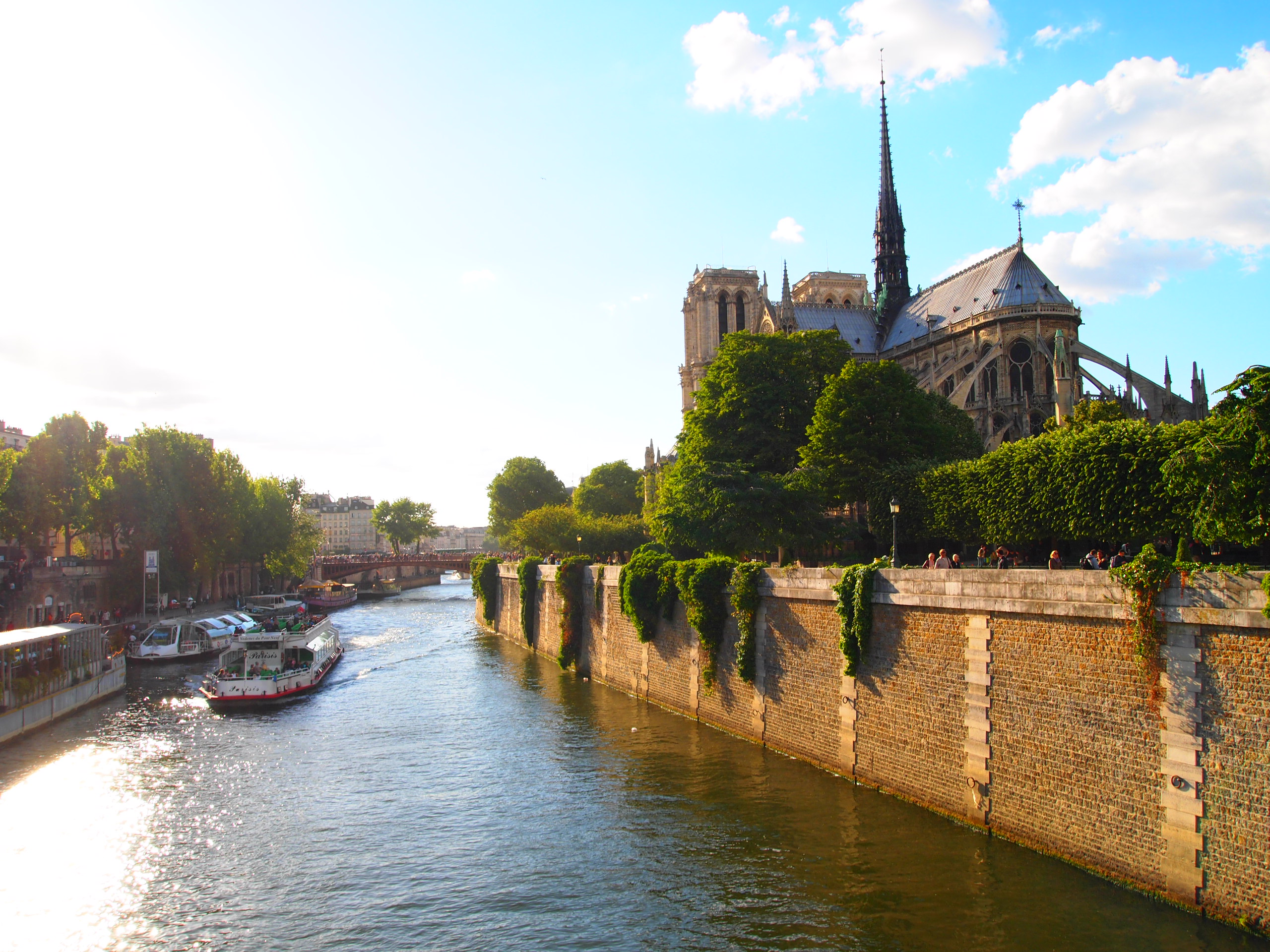
Le square Jean-XXIII et Notre-Dame, vus du pont de l'Archevêché.

Jusqu'au XIXe siècle, l'île de la Cité n'était qu'un dédale de ruelles bâties des deux côtés. Seul le jardin du Palais de la Cité, à la pointe occidentale, ouvrait depuis le règne de Saint Louis un espace de verdure, jusqu'à la mise en œuvre en 1578 de l'édification du pont Neuf : plusieurs tunnels de verdure comportant un berceau de treillage supportaient des ceps de vigne,.
De nos jours, l’île possède quatre espaces verts : le square du Vert-Galant sur la pointe ouest, le square de l'Île-de-France sur la pointe est, le square de la Place-Dauphine et, autour de Notre-Dame, le jardin de la Place-Jean-Paul-II (anciennement jardin de la place du Parvis-Notre-Dame) et le square Jean-XXIII (anciennement square de l’Archevêché), auxquels on peut ajouter le jardinet de la Rue-des-Ursins.
À ces squares, il faut ajouter quatre places : la place du Pont-Neuf, la place Dauphine (derrière le palais de justice), le « parvis Notre-Dame - place Jean-Paul-II » (anciennement place du Parvis-Notre-Dame), et la place Louis-Lépine où se trouve le marché aux fleurs et aux oiseaux.

### Voirie
Les voies actuelles, rues, places et quais, de l'île de la Cité, sont peu nombreuses au regard du nombre élevé de ruelles étroites et fangeuses qui ont existé depuis le Moyen Âge jusqu'au milieu de XIXe siècle. D'une vingtaine aujourd'hui, leur nombre était de quarante-trois en 1300.

#### Quais
Les quais de l’île sont divisés en six tranches :
- au nord, les quais de l’Horloge, de la Corse, et aux Fleurs ;
- au sud, les quais des Orfèvres et du Marché-Neuf ;
- à l’est, le quai de l’Archevêché.

#### Voies
Outre l’allée Célestin-Hennion, le boulevard du Palais et la promenade Maurice-Carême, l’île comprend aussi une dizaine de rues :
- la rue Henri-Robert (entre la place du Pont-Neuf et la place Dauphine) ;
- la rue de Harlay (derrière le Palais de justice) ;
- la rue de Lutèce ;
- la rue de la Cité ;
- la rue d’Arcole ;
- la rue du Cloître-Notre-Dame ;
- la rue Massillon ;
- la rue Chanoinesse ;
- la rue de la Colombe ;
- la rue des Ursins ;
- la rue des Chantres.

## Bâtiments remarquables

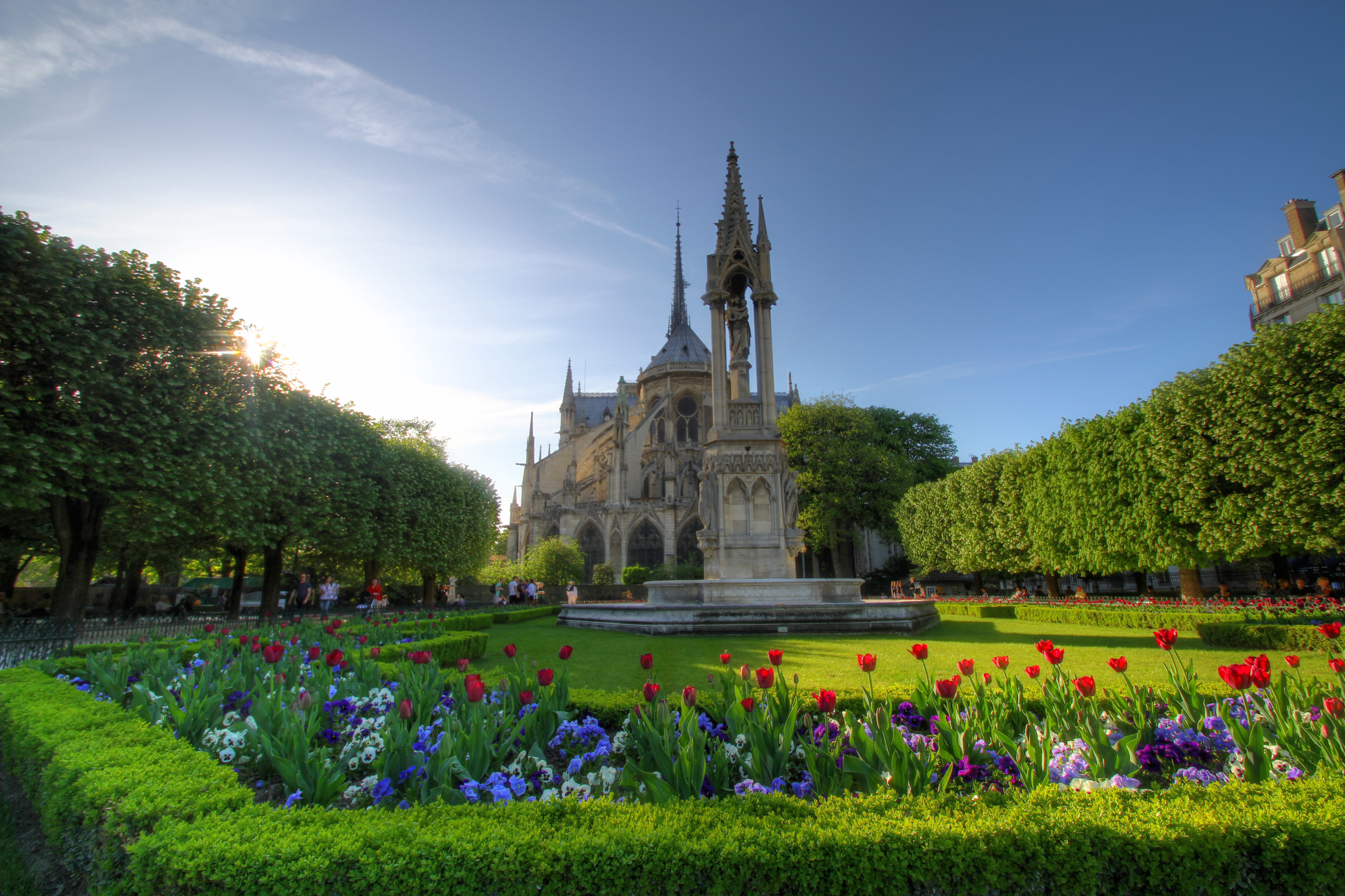
La cathédrale vue du square Jean-XXIII.

Deux bâtiments de l’époque médiévale sont des vestiges du « palais de la Cité » :
- la prison de la Conciergerie ;
- la Sainte-Chapelle de Louis IX (datant de 1245).

On y trouve aussi :
- la Cathédrale Notre-Dame ;
- la Préfecture de police ;
- le Palais de justice ;
- l'Hôtel-Dieu ;
- le Tribunal de commerce ;
- le Mémorial des Martyrs de la Déportation, construit de 1954 à 1964 par l’architecte Georges-Henri Pingusson[27].

### Monuments historiques
| Monument                               | Arrt | Adresse                                                         | Coordonnées                      | Notice         | Protection | Date           | Illustration                           |
| -------------------------------------- | ---- | --------------------------------------------------------------- | -------------------------------- | -------------- | ---------- | -------------- | -------------------------------------- |
| Palais de justice                      | 1er  | Boulevard du Palais                                             | 48° 51′ 21″ nord, 2° 20′ 41″ est | « PA00085991 » | Classé     | 1862           | Palais de justice                      |
| Place Dauphine                         | 1er  | Place Dauphine                                                  | 48° 51′ 23″ nord, 2° 20′ 33″ est | « PA00085996 » | Classé     | 1889           | Place Dauphine                         |
| Immeuble                               | 1er  | 12 place Dauphine 25 quai de l'Horloge                          | 48° 51′ 25″ nord, 2° 20′ 34″ est | « PA00085860 » | Inscrit    | 1925           | Immeuble                               |
| Immeuble                               | 1er  | 13 place Dauphine 50 quai des Orfèvres                          | 48° 51′ 22″ nord, 2° 20′ 32″ est | « PA00085861 » | Inscrit    | 1950           | Immeuble                               |
| Immeuble                               | 1er  | 14 place Dauphine 27 quai de l'Horloge                          | 48° 51′ 25″ nord, 2° 20′ 34″ est | « PA00085862 » | Inscrit    | 1925           | Immeuble                               |
| Immeuble                               | 1er  | 15 place Dauphine 52-54 quai des Orfèvres                       | 48° 51′ 23″ nord, 2° 20′ 31″ est | « PA00085863 » | Inscrit    | 1925 1950      | Immeuble                               |
| Immeuble                               | 1er  | 16 place Dauphine 29 quai de l'Horloge                          | 48° 51′ 25″ nord, 2° 20′ 33″ est | « PA00085864 » | Inscrit    | 1925           | Immeuble                               |
| Immeuble                               | 1er  | 17 place Dauphine 56 quai des Orfèvres                          | 48° 51′ 23″ nord, 2° 20′ 31″ est | « PA00085865 » | Inscrit    | 1950           | Immeuble                               |
| Immeuble                               | 1er  | 19-21 place Dauphine                                            | 48° 51′ 24″ nord, 2° 20′ 31″ est | « PA00085866 » | Inscrit    | 1925 1950      | Immeuble                               |
| Immeuble                               | 1er  | 23 place Dauphine                                               | 48° 51′ 24″ nord, 2° 20′ 31″ est | « PA00085867 » | Inscrit    | 1928 1950      | Immeuble                               |
| Immeuble                               | 1er  | 24 place Dauphine 37 quai de l'Horloge                          | 48° 51′ 25″ nord, 2° 20′ 31″ est | « PA00085868 » | Inscrit    | 1950           | Immeuble                               |
| Immeuble                               | 1er  | 25 place Dauphine                                               | 48° 51′ 24″ nord, 2° 20′ 30″ est | « PA00085869 » | Inscrit    | 1950           | Immeuble                               |
| Immeuble                               | 1er  | 26 place Dauphine 39 quai de l'Horloge                          | 48° 51′ 25″ nord, 2° 20′ 31″ est | « PA00085870 » | Inscrit    | 1925 1950      | Immeuble                               |
| Immeuble                               | 1er  | 27 place Dauphine                                               | 48° 51′ 24″ nord, 2° 20′ 30″ est | « PA00085871 » | Inscrit    | 1950           | Immeuble                               |
| Immeuble                               | 1er  | 28 place Dauphine                                               | 48° 51′ 25″ nord, 2° 20′ 30″ est | « PA00085872 » | Classé     | 1945           | Immeuble                               |
| Immeuble                               | 1er  | 29 place Dauphine 74 quai des Orfèvres                          | 48° 51′ 25″ nord, 2° 20′ 30″ est | « PA00085873 » | Inscrit    | 1950           | Immeuble                               |
| Immeuble                               | 1er  | 31 place Dauphine 15 place du Pont-Neuf 76 quai des Orfèvres    | 48° 51′ 25″ nord, 2° 20′ 29″ est | « PA00085874 » | Classé     | 1926           | Immeuble                               |
| Immeuble                               | 1er  | 19 quai de l'Horloge 2 rue de Harlay                            | 48° 51′ 24″ nord, 2° 20′ 35″ est | « PA00085890 » | Inscrit    | 1928 1950      | Immeuble                               |
| Immeuble                               | 1er  | 21 quai de l'Horloge                                            | 48° 51′ 25″ nord, 2° 20′ 35″ est | « PA00085891 » | Inscrit    | 1928           | Immeuble                               |
| Immeuble                               | 1er  | 23 quai de l'Horloge                                            | 48° 51′ 25″ nord, 2° 20′ 35″ est | « PA00085892 » | Inscrit    | 1950           | Immeuble                               |
| Immeuble                               | 1er  | 68-72 quai des Orfèvres                                         | 48° 51′ 24″ nord, 2° 20′ 30″ est | « PA00085923 » | Inscrit    | 1950           | Immeuble                               |
| Pont Neuf                              | 1er  | Pont Neuf                                                       | 48° 51′ 26″ nord, 2° 20′ 30″ est | « PA00085999 » | Classé     | 1888 1889 1914 | Pont Neuf                              |
| Sainte-Chapelle                        | 1er  | Boulevard du Palais                                             | 48° 51′ 19″ nord, 2° 20′ 42″ est | « PA00086001 » | Classé     | 1862           | Sainte-Chapelle                        |
| Statue équestre d'Henri IV             | 1er  | Place du Pont-Neuf                                              | 48° 51′ 26″ nord, 2° 20′ 27″ est | « PA00086006 » | Classé     | 1992           | Statue équestre d'Henri IV             |
| Édicule Guimard de la station Cité     | 4e   | place Louis-Lépine rue de Lutèce marché aux Fleurs              | 48° 51′ 19″ nord, 2° 20′ 50″ est | « PA00086471 » | Inscrit    | 1978           | Édicule Guimard de la station Cité     |
| Fontaines Wallace                      | 4e   | Place Louis-Lépine                                              | 48° 51′ 19″ nord, 2° 20′ 51″ est | « PA00086269 » | Inscrit    | 1970           | Fontaines Wallace                      |
| Cathédrale Notre-Dame                  | 4e   | Parvis Notre-Dame - place Jean-Paul-II                          | 48° 51′ 11″ nord, 2° 21′ 00″ est | « PA00086250 » | Classé     | 1862           | Cathédrale Notre-Dame                  |
| Chapelle Saint-Aignan                  | 4e   | 24 rue Chanoinesse 19 rue des Ursins                            | 48° 51′ 16″ nord, 2° 21′ 01″ est | « PA00086251 » | Classé     | 1966 1995      | Chapelle Saint-Aignan                  |
| Débit de boisson                       | 4e   | 24 rue Chanoinesse                                              | 48° 51′ 15″ nord, 2° 21′ 01″ est | « PA00086255 » | Inscrit    | 1984           | Débit de boisson                       |
| Hôtel de la Motte-Montgaubert          | 4e   | 12 rue Chanoinesse 2, 4, 6 rue des Chantres 1, 3 rue des Ursins | 48° 51′ 14″ nord, 2° 21′ 05″ est | « PA75040001 » | Inscrit    | 1996           | Hôtel de la Motte-Montgaubert          |
| Mémorial des Martyrs de la Déportation | 4e   | 1-3-7 quai de l'Archevêché                                      | 48° 51′ 06″ nord, 2° 21′ 09″ est | « PA00125453 » | Classé     | 2007           | Mémorial des Martyrs de la Déportation |

## Administration
Sur le plan administratif, le boulevard du Palais délimite la frontière entre le 1er arrondissement (ou « arrondissement du Louvre », à l’ouest) et le 4e arrondissement (ou « arrondissement de l’Hôtel-de-Ville », à l’est). La partie relevant du 1er arrondissement appartient au 1er quartier de Paris ou quartier Saint-Germain-l'Auxerrois ; celle du 4e arrondissement forme avec l'île Saint-Louis le 16e quartier parisien ou quartier Notre-Dame. Cette particularité administrative ne date pas de la création des vingt arrondissements de Paris en 1859, mais de la Révolution française ou, plus justement, de la convocation aux États généraux de 1789.
Le quartier de la Cité, héritage de l'antique Lutèce, est l'une des quatre premières divisions administratives de la ville, même si son origine est incertaine, avec Saint-Jacques-la-Boucherie, la Verrerie et la Grève, dont la mention apparaît dès le XIIe siècle. Il n'existe pas au Moyen Âge de véritables divisions communales, largement supplantées par le cadre paroissial. Cependant, l'insécurité qui règne au XIVe siècle incite le prévôt des marchands à fixer le cadre des quartiers, avec ses cinquantaines et ses dizaines. Au début du XVe siècle, le quartier de la Cité est le premier des seize quartiers que compte la ville dans l'enceinte de Charles V et prend le nom de « Notre-Dame »,. Lorsque le quartier reprend le nom de « La Cité » lors de la réforme municipale de 1680, il est étendu jusqu'à la pointe orientale de l'île Louviers, incluant de ce fait l'île Saint-Louis, seulement bâtie depuis les années 1640.
L'ordonnance de Louis XIV du 12 décembre 1702 qui divise Paris en vingt quartiers ne modifie pas la dénomination et les limites du quartier de la Cité. À l'occasion des États généraux de 1789, Paris est divisé en soixante districts : l'île est alors pour la première fois divisée en deux sur le plan administratif ; le district des Barnabites couvre la partie à l'ouest de l'axe des rues de la Lanterne, de la Juiverie et du Marché-Palu, et le district Notre-Dame, la partie à l'est. L'île Saint-Louis représente dès lors un district à part.
Ce découpage est modifié dès l'année suivante, avec la création, le 27 juin 1790, des 48 sections révolutionnaires de Paris. La section Notre-Dame couvre la partie de l'île à l'est de la rue de la Barillerie ; elle se réunit dans la salle du chapitre de Notre-Dame. Elle change de nom plusieurs fois, en particulier en 1793 où la déchristianisation lui décerne quelques jours le titre de section de la Raison. La partie occidentale de l'île est couverte par la section Henri-IV, qui, elle aussi, portera plusieurs dénominations, en l'occurrence section du Pont-Neuf ou section Révolutionnaire.
La création le 11 octobre 1795 des douze arrondissements maintient ce partage en deux de l'île de la Cité entre le IXe (s'étendant en majorité sur la rive droite) et le XIe (en majorité rive gauche). Cependant, à l'inverse des quartiers administratifs actuels qui s'étendent au-delà des limites naturelles de la Seine, ceux de 1795 respectent l'unité de l'île : la partie ouest est le quartier du Palais de justice, l'est est le quartier de la Cité.

## Démographie
Voici l'évolution de la population de l’île de la Cité telle qu'elle ressort des recensements de population depuis 1800 (chiffres manquants pour les recensements de 1861 à 1990) :
| 1800   | 1817   | 1831   | 1836   | 1841   | 1846   | 1851   | 1856   |
| ------ | ------ | ------ | ------ | ------ | ------ | ------ | ------ |
| 15 601 | 16 149 | 14 968 | 15 387 | 14 959 | 14 915 | 14 667 | 15 032 |

| 1861 | 1866 | 1872 | 1876 | 1881 | 1886 | 1891 | 1896 |
| ---- | ---- | ---- | ---- | ---- | ---- | ---- | ---- |
| -    | -    | -    | -    | -    | -    | -    | -    |

| 1901 | 1906 | 1911 | 1921 | 1926 | 1931 | 1936 | 1946 |
| ---- | ---- | ---- | ---- | ---- | ---- | ---- | ---- |
| -    | -    | -    | -    | -    | -    | -    | -    |

| 1954 | 1962 | 1975 | 1982 | 1990 | 1999  | 2007  | 2016 |
| ---- | ---- | ---- | ---- | ---- | ----- | ----- | ---- |
| -    | -    | -    | -    | -    | 1 327 | 1 168 | 891  |

La population de l’île de la Cité a subi une chute brutale dans les années 1860 du fait des travaux haussmanniens qui ont rasé la plus grande partie des quartiers d’habitations de l’île pour les remplacer par des bâtiments administratifs et hospitaliers, ainsi que par des places et esplanades. Aujourd’hui, celle-ci est exclusivement concentrée dans les immeubles se trouvant autour de la place Dauphine, ceux situés aux angles ouest de la Préfecture de police et surtout dans l’îlot situé entre les rues d’Arcole et du Cloître-Notre-Dame, et du quai aux Fleurs.
La baisse de la population ces dernières années est due à la prolifération des meublés touristiques. Les propriétaires préférant louer à des touristes plutôt qu'en longue durée.

## Culture
La cérémonie d'ouverture des Jeux olympiques d'été de 2024 se déroule en partie sur l'île, entraînant un confinement entre le 18 et le 26 juillet, pour raison de sécurité.

### L'île de la Cité dans les arts

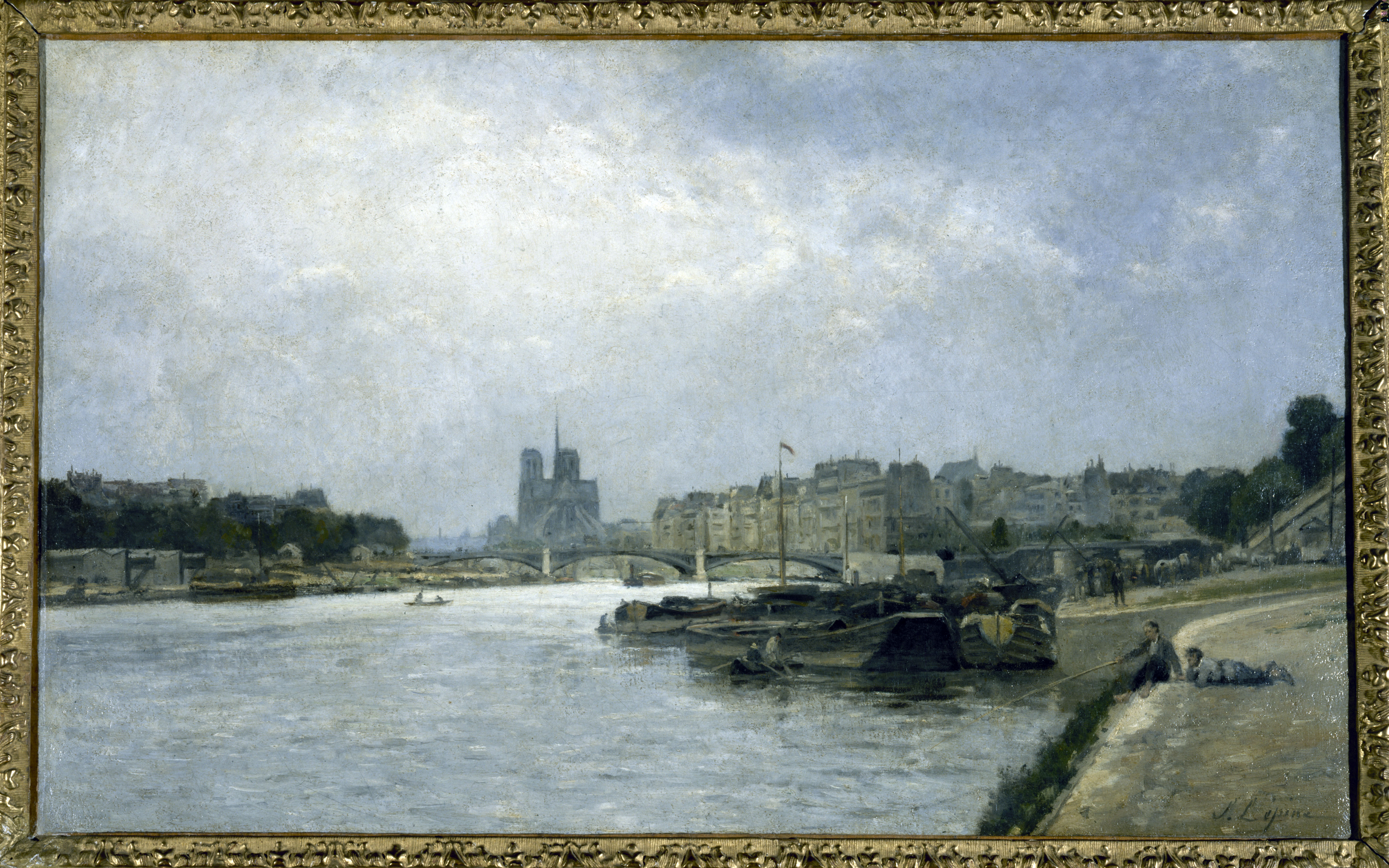
L'île de la Cité et l'île Saint-Louis, vues du pont d'Austerlitz
Stanislas Lépine, vers 1880
Musée Carnavalet, Paris.

## Galerie

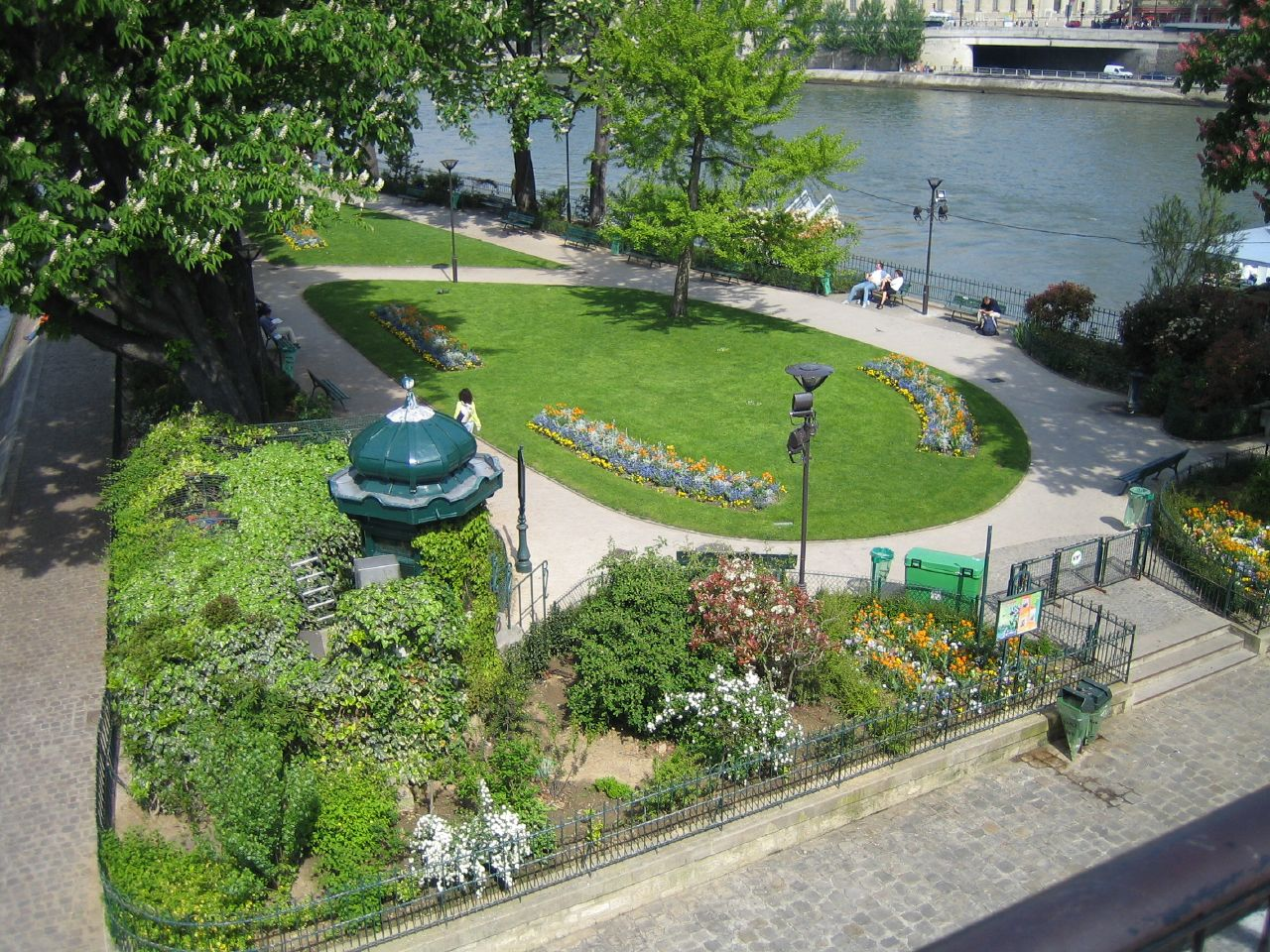
Square du Vert-Galant.
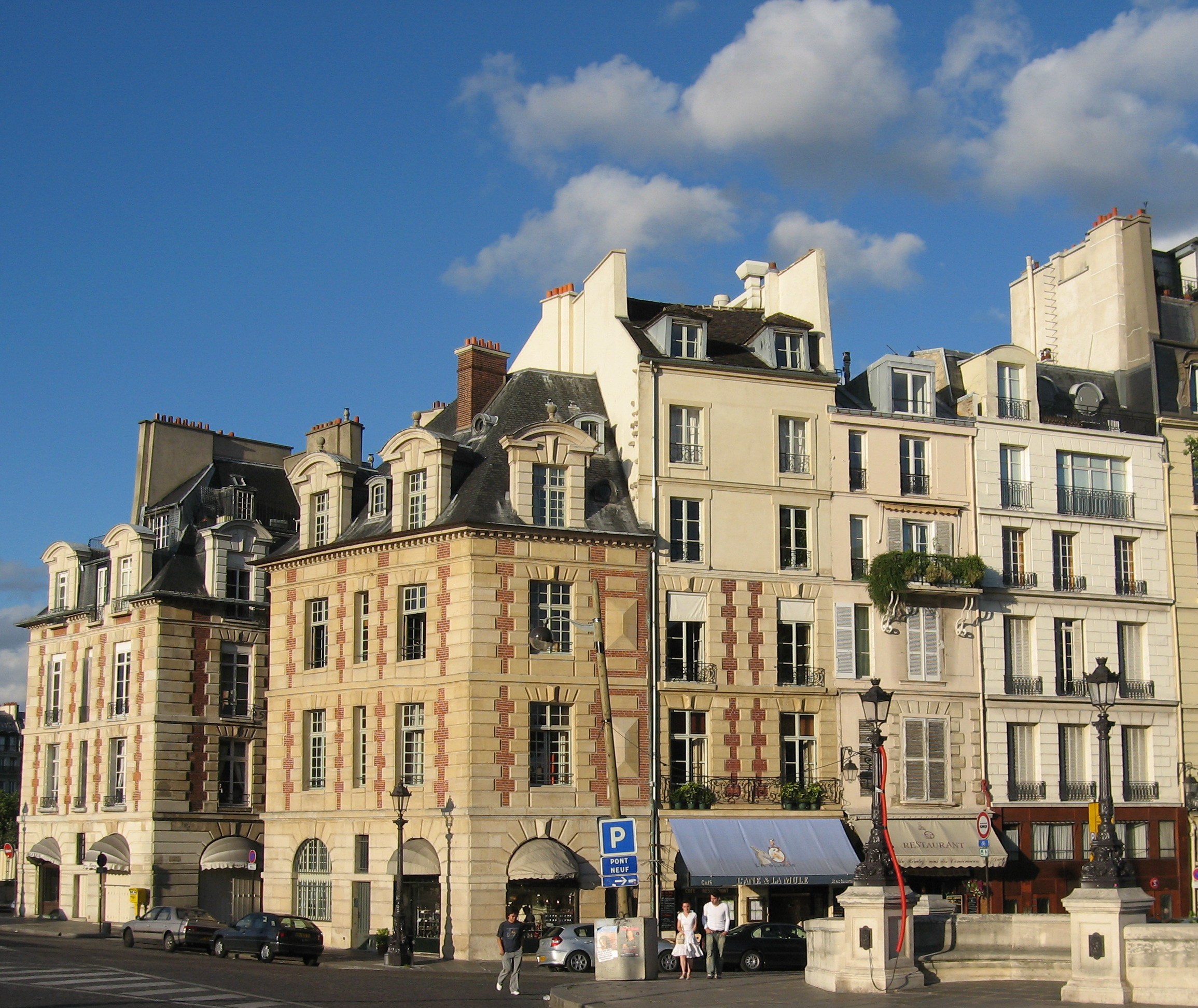
Bâtiments de l'extrémité occidentale de l'île.
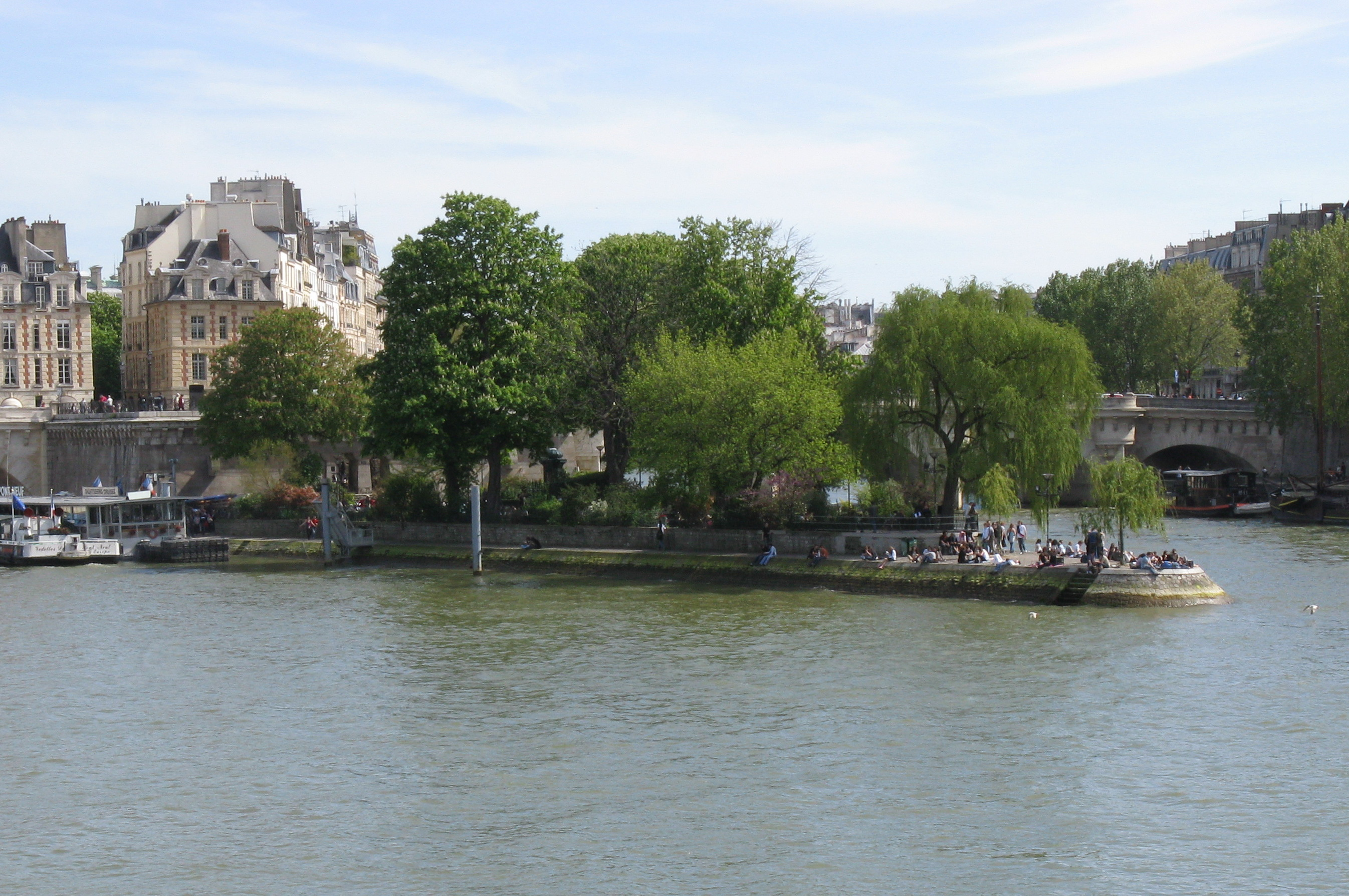
Square du Vert-Galant extrémité occidentale de l'île.
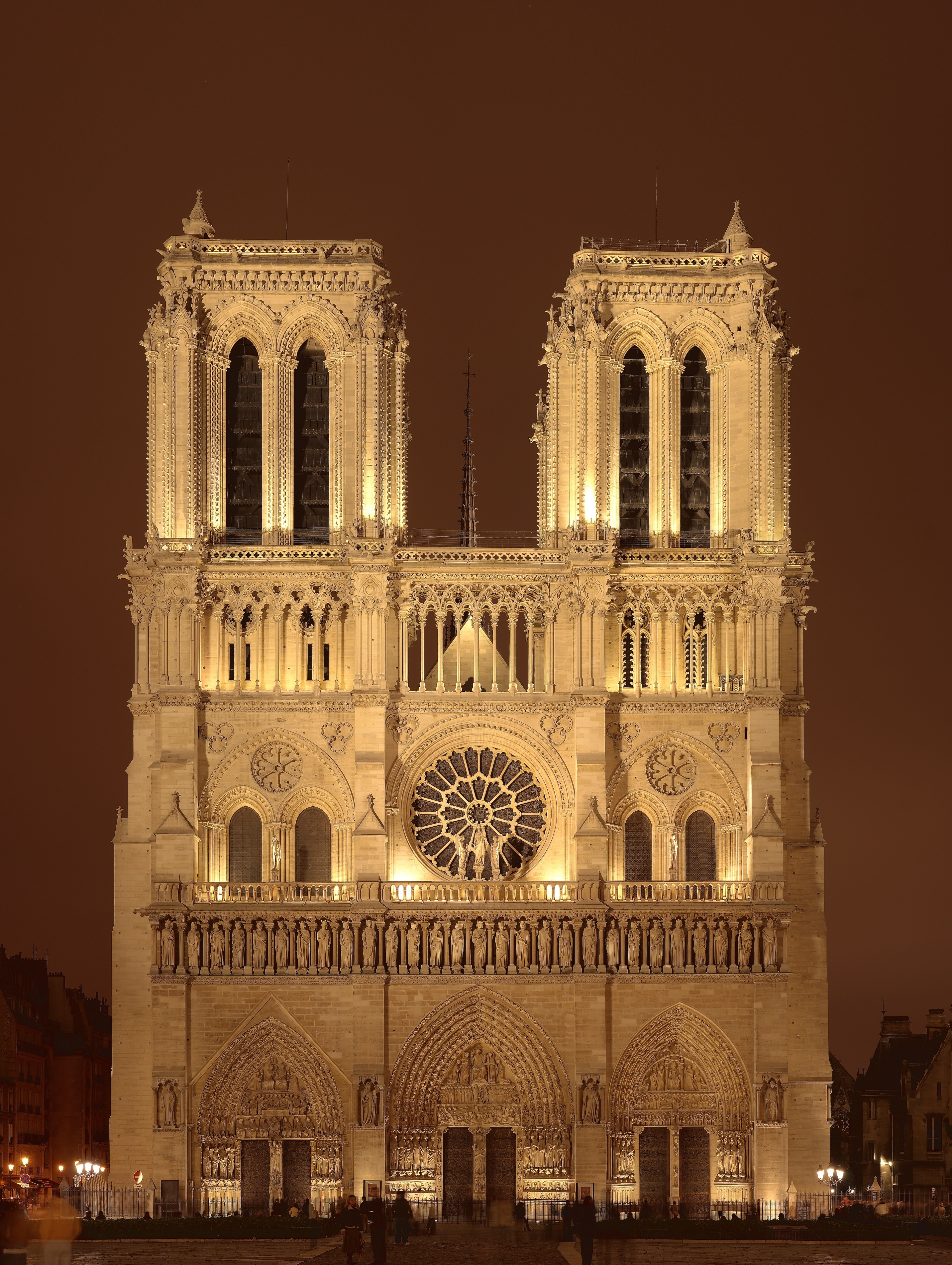
Façade Notre-Dame de Paris.
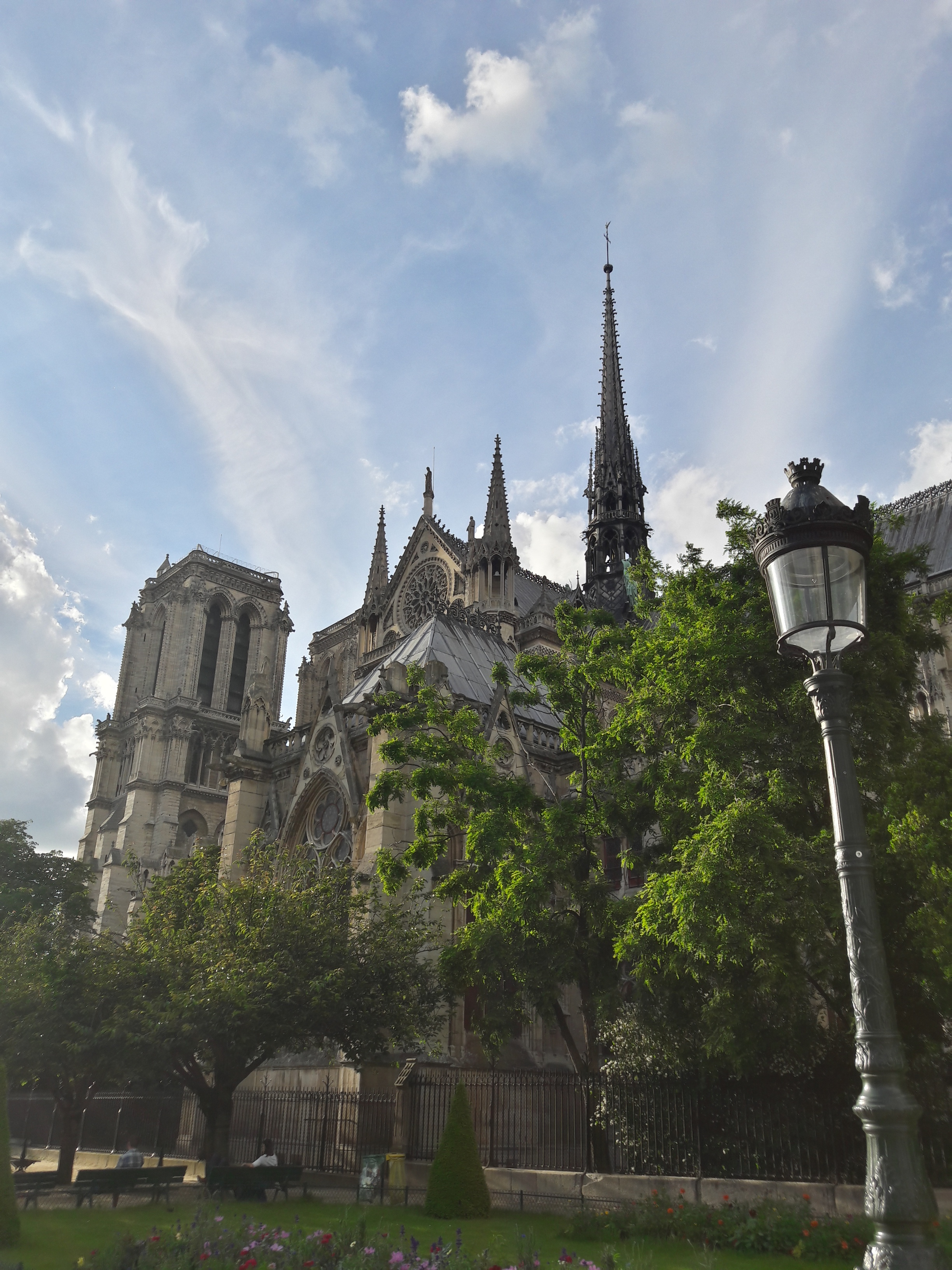
Façade sud de Notre-Dame.
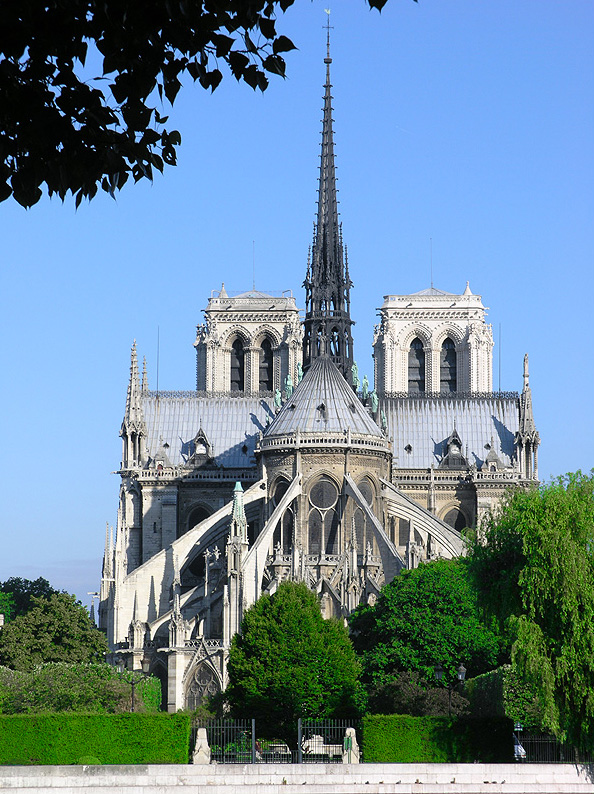
Notre-Dame de Paris vu de l'est.
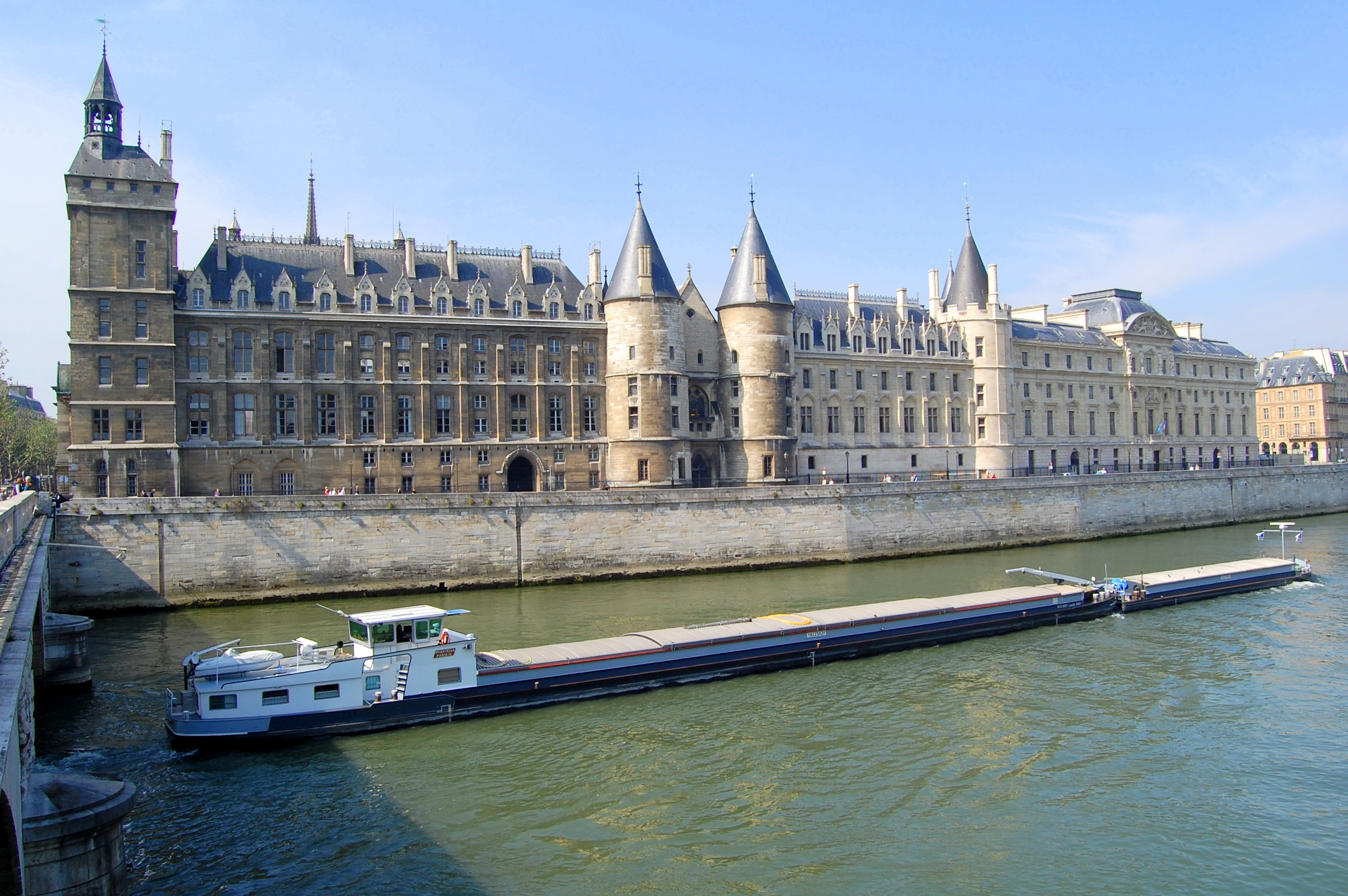
Conciergerie, côté Seine.
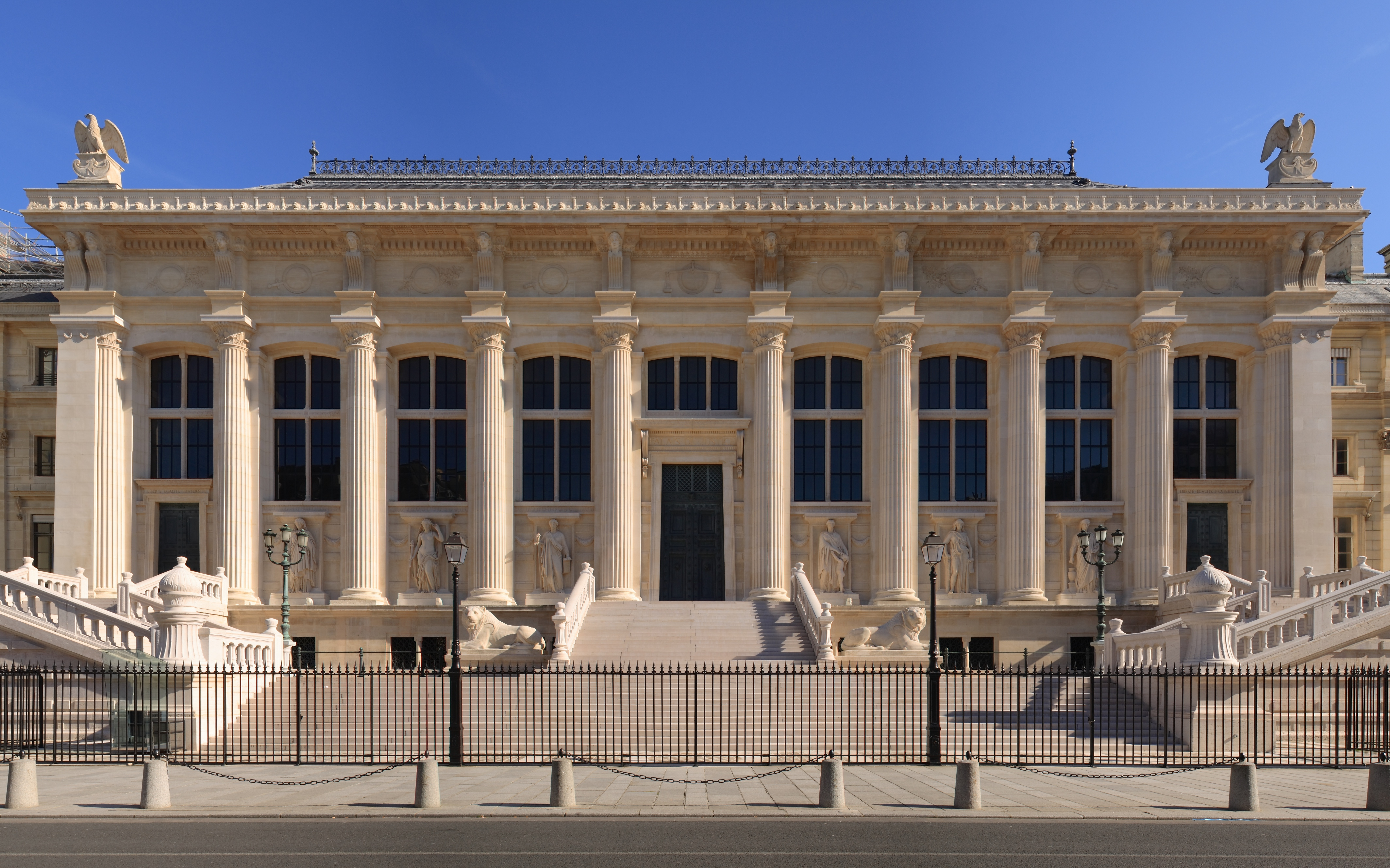
Palais de Justice, côté rue de Harlay.
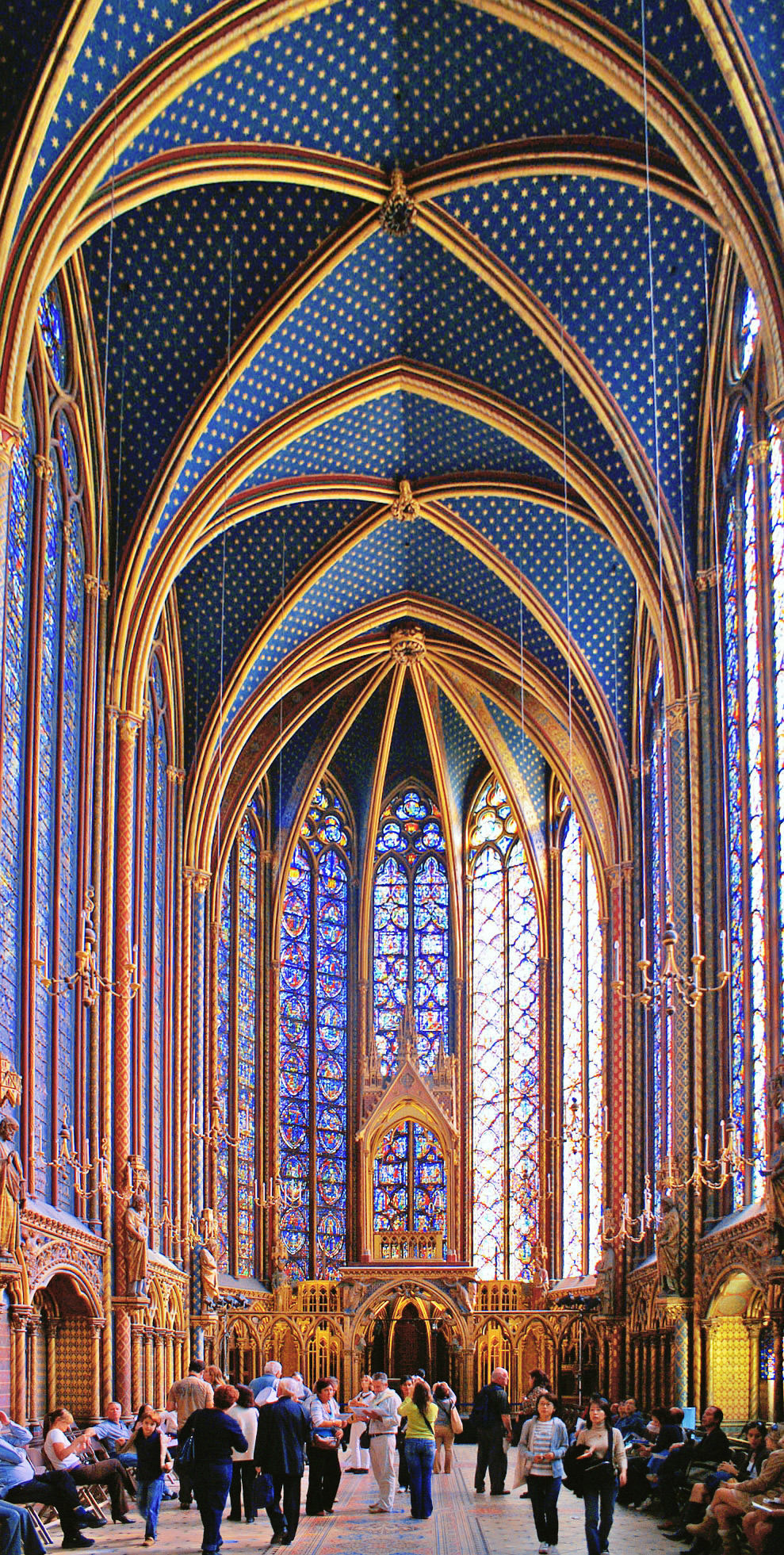
Sainte-Chapelle.
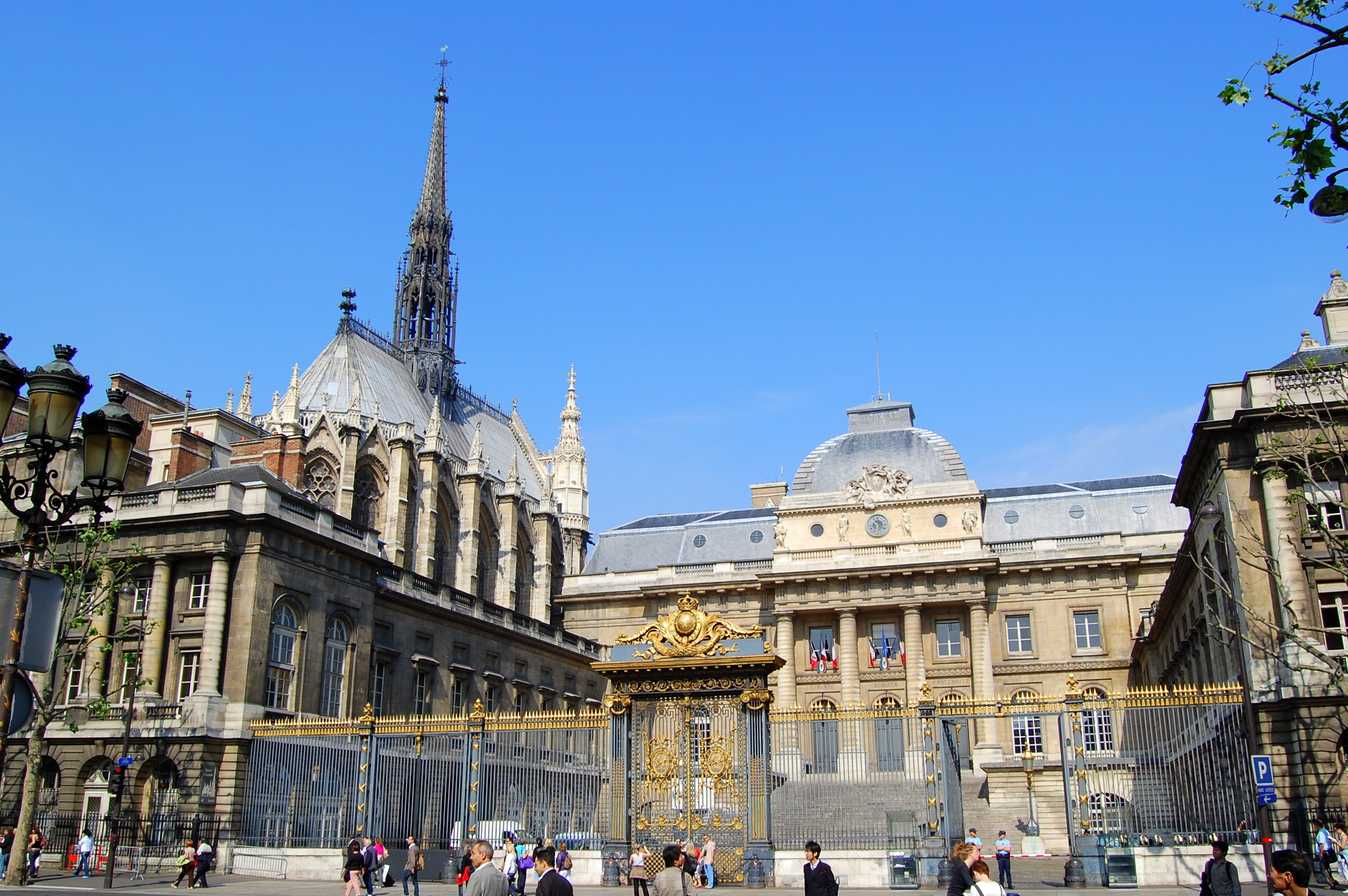
Palais de Justice, « cour du Mai ».
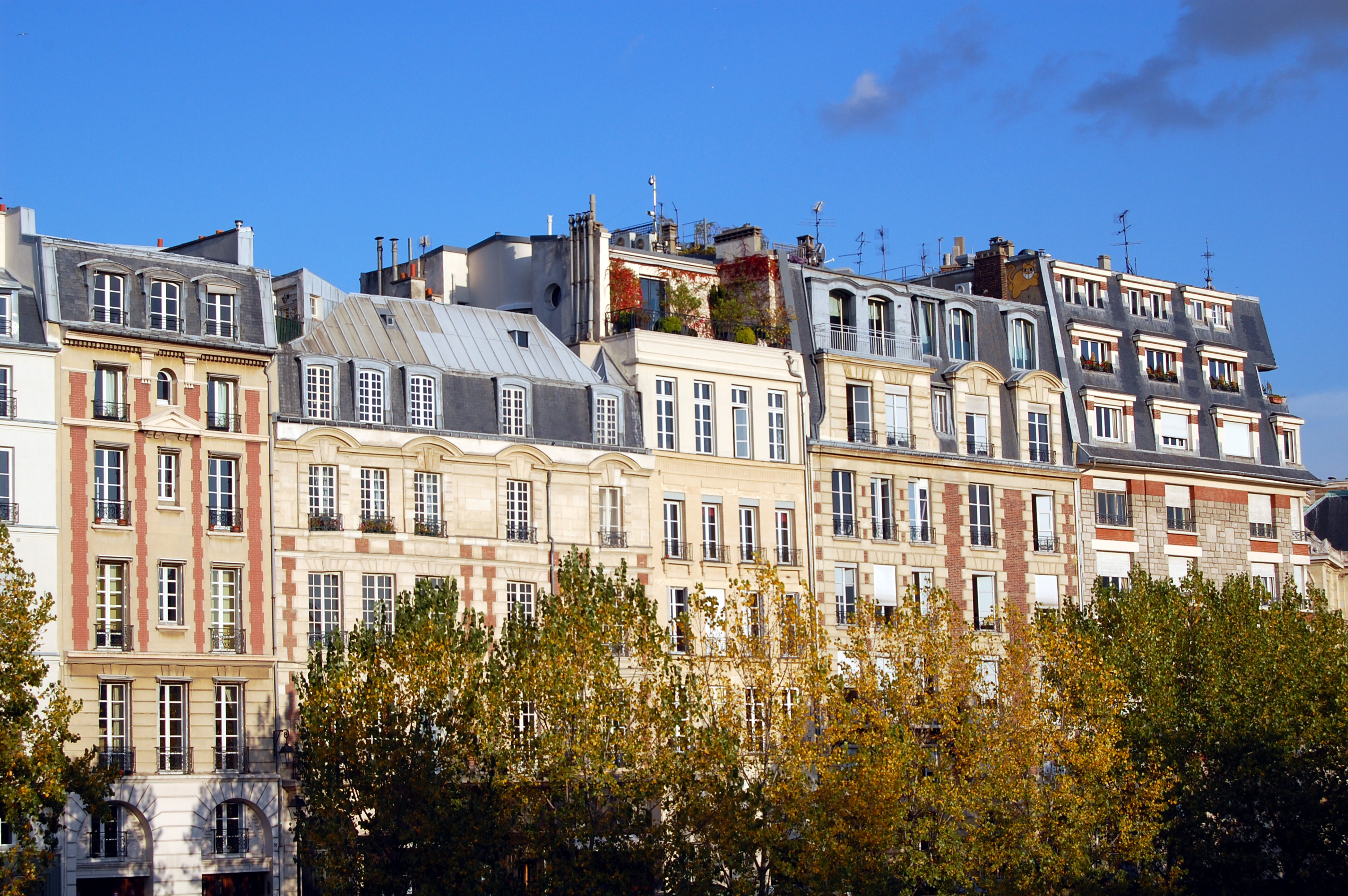
Toits de l'île de la Cité.
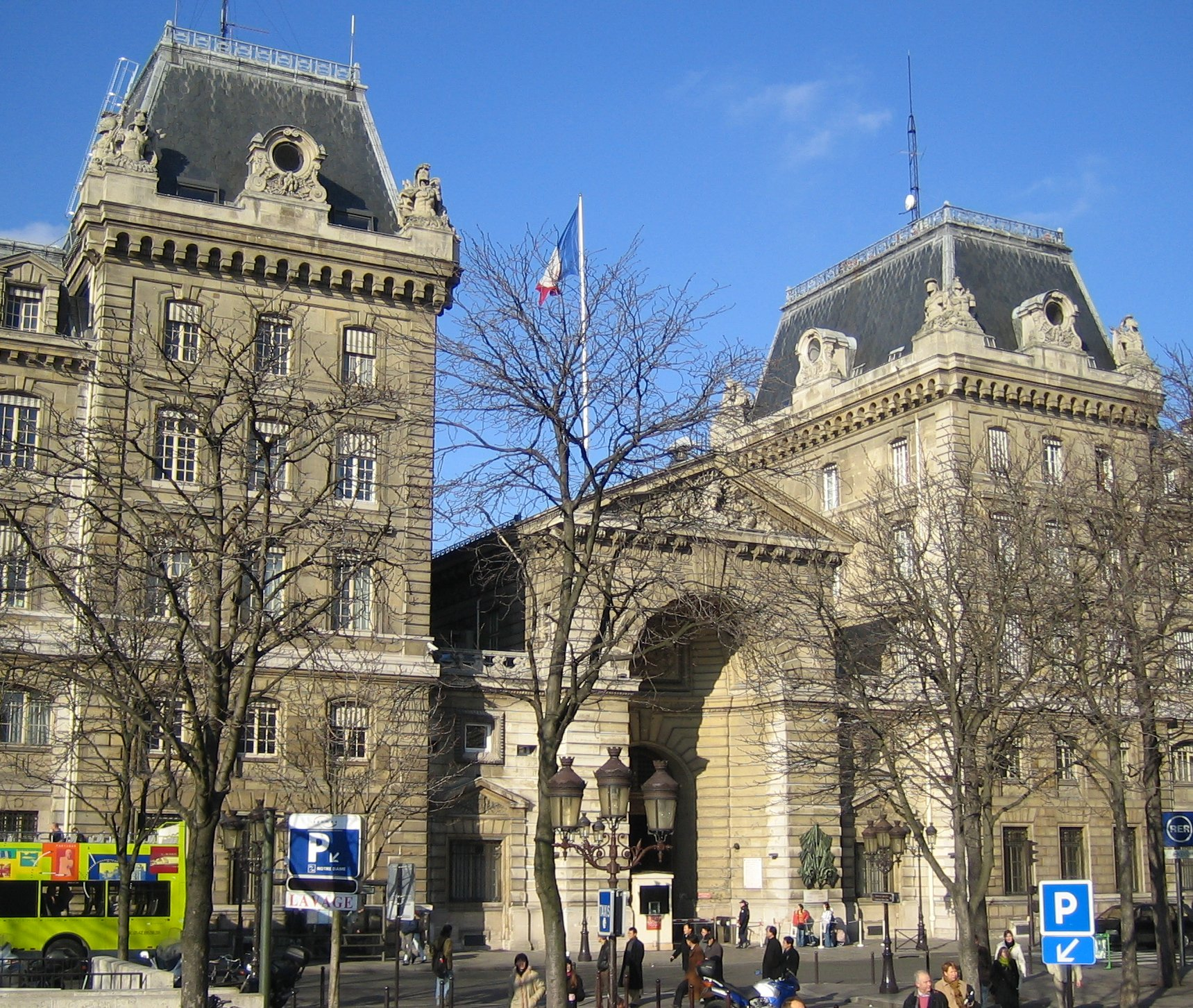
Préfecture de police.
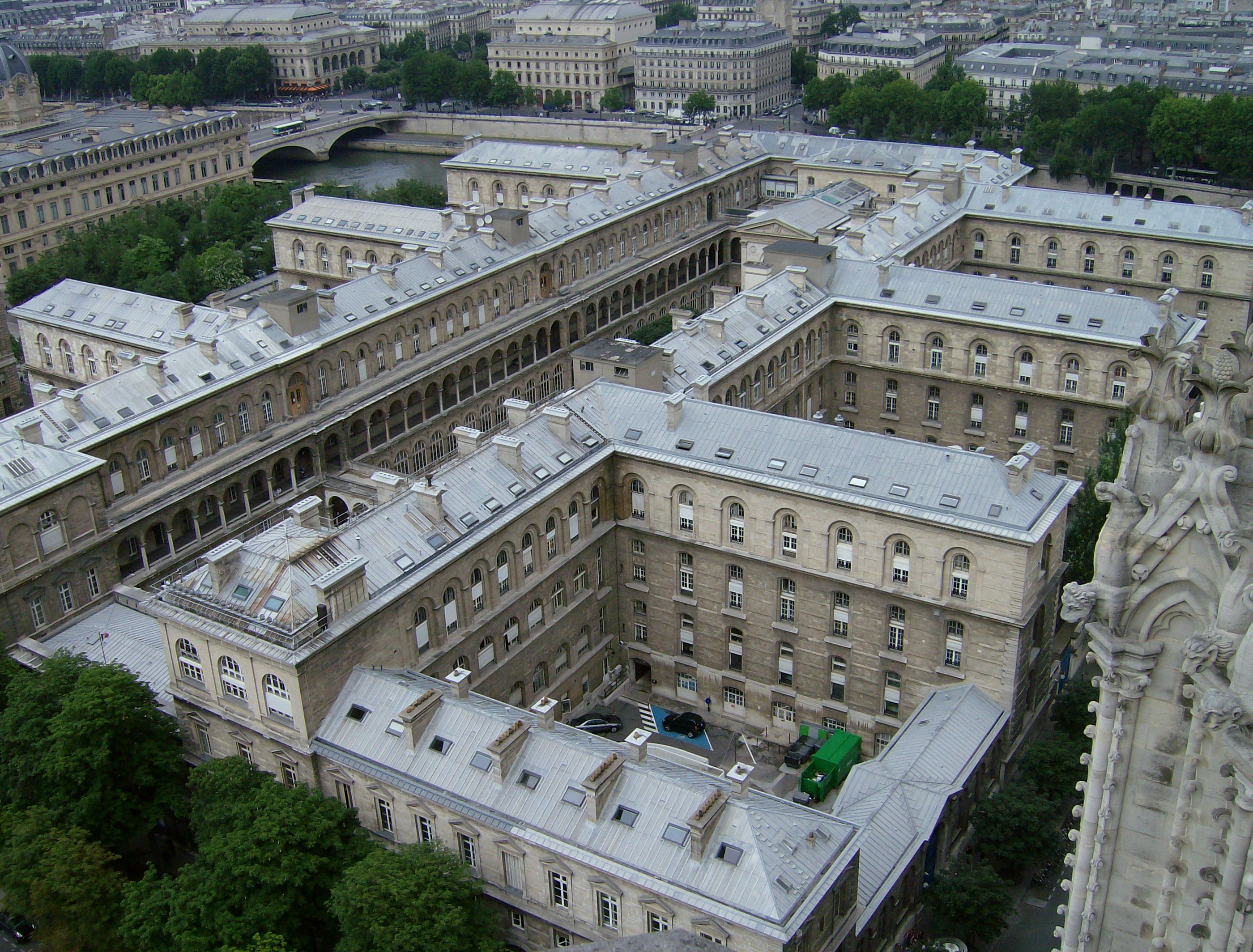
Hôtel-Dieu.
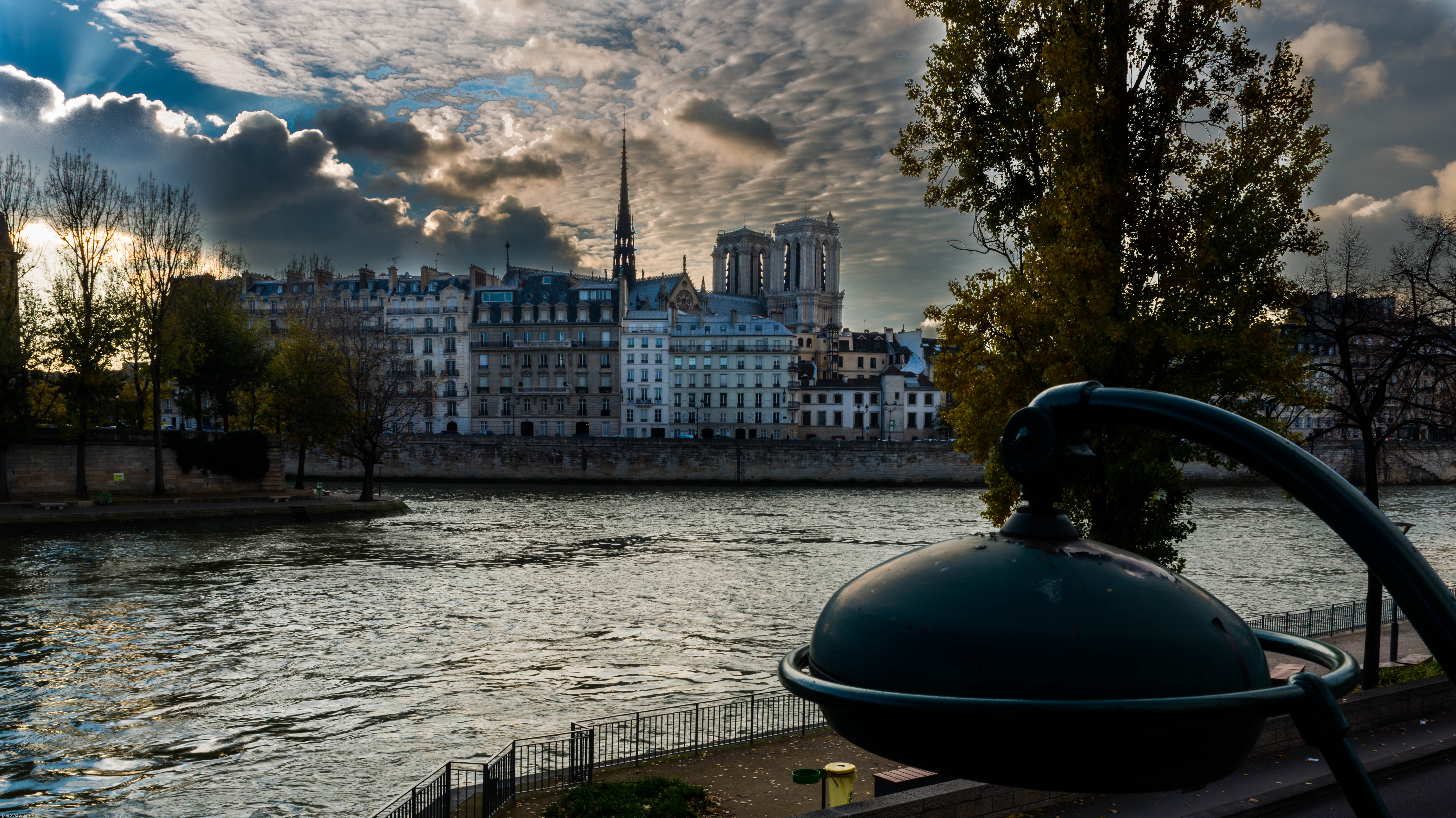
L'île de la Cité, vue de la rive droite.
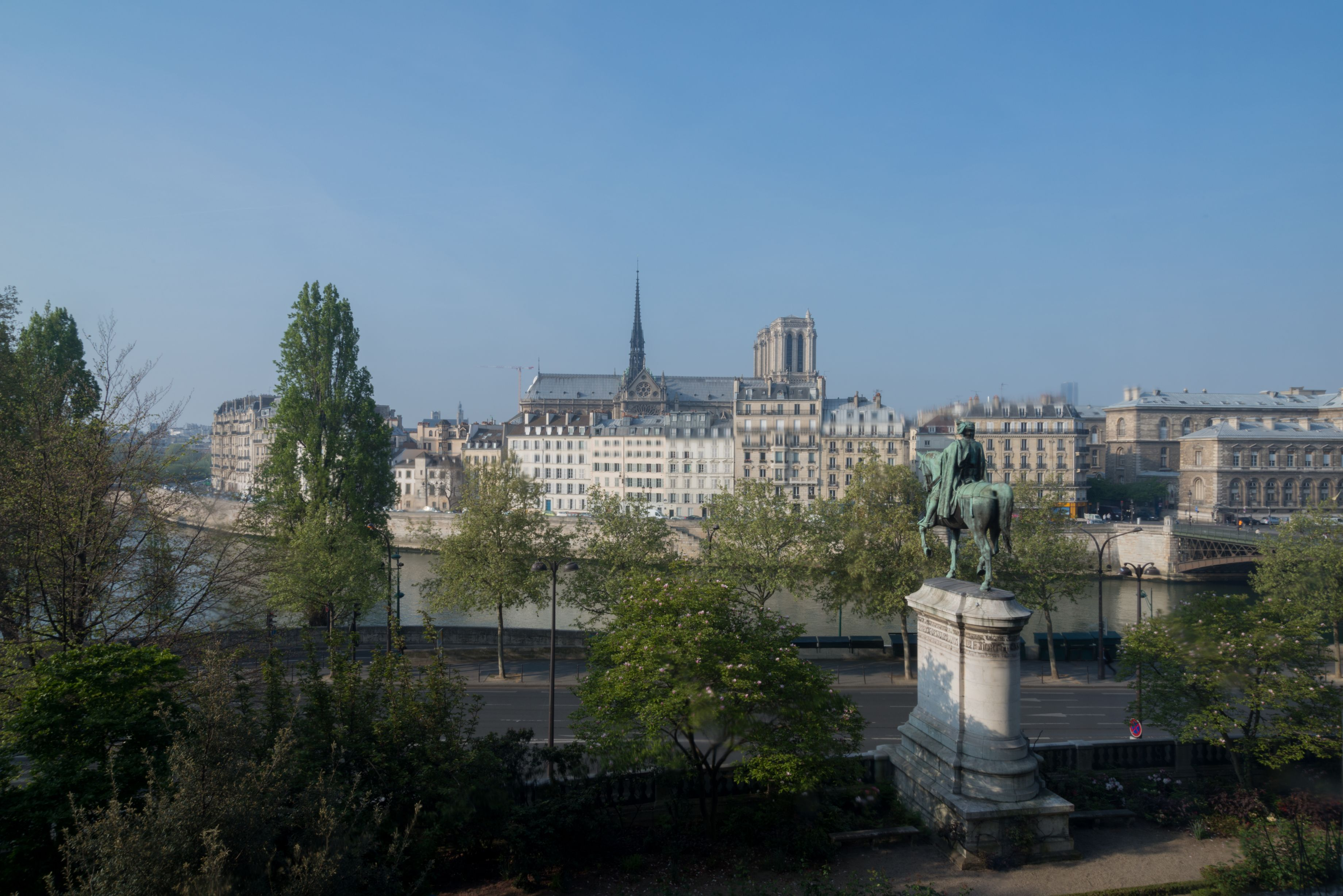
L'île de la Cité, vue de l'hôtel de ville de Paris.